# Claude Monet
Oscar-Claude Monet (Parigi, 14 novembre 1840 – Giverny, 5 dicembre 1926) è stato un pittore francese, considerato uno dei fondatori dell'impressionismo francese e certamente il più coerente e prolifico del movimento. I suoi lavori si distinguono per la rappresentazione della sua immediata percezione dei soggetti, in modo particolare per quanto riguarda la paesaggistica e la pittura en plein air.

## Biografia

### Giovinezza
Oscar-Claude Monet era figlio del droghiere Claude Adolphe Monet, che, dopo aver solcato i mari europei in qualità di marinaio su una nave mercantile di Le Havre, era tornato a Parigi per sposare Louise-Justine Aubrée.
Quest'unione fu coronata dalla nascita di Léon Pascal, nel 1836, e di Oscar, battezzato in questo modo dai genitori ma destinato a entrare nelle pagine dei libri di storia dell'arte come Claude Monet.
Il piccolo Claude fu battezzato nella chiesa di Notre-Dame-de-Lorette il 20 maggio 1841; egli, tuttavia, beneficiò poco del fervente clima culturale parigino, perché, quando aveva solo cinque anni, la famiglia si trasferì a Le Havre, dove una sorellastra del padre aveva un commercio di articoli marittimi insieme al marito Jacques Lecarde.

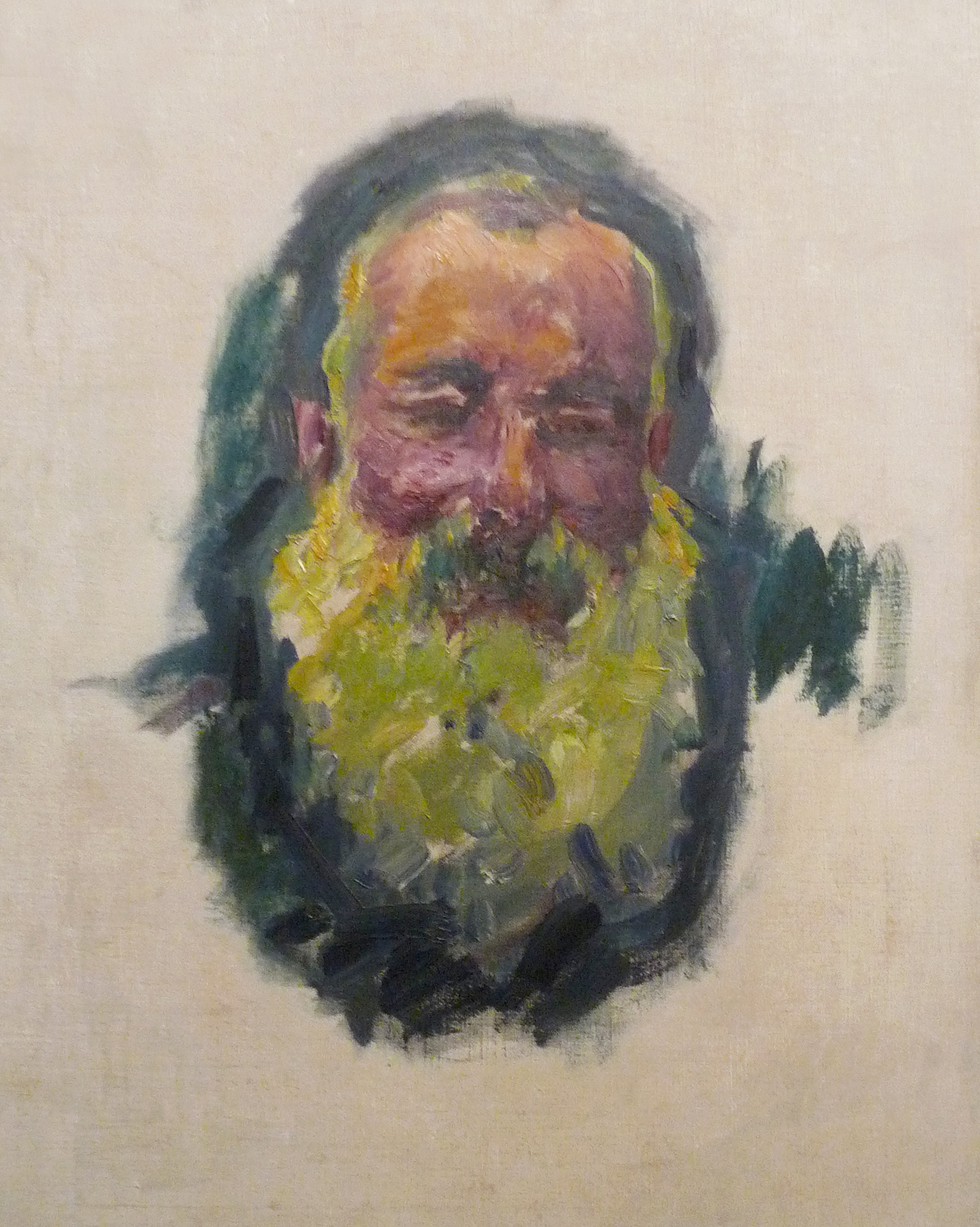
Autoritratto, 1917, Museo d'Orsay a Parigi

Monet beneficiò di uno stile di vita borghese, trascorrendo una fanciullezza agiata e all'aria aperta, grazie alla quale poté coltivare un amore viscerale per i paesaggi normanni, le campagne e il mare; una passione che sarà cruciale per la sua futura carriera pittorica.
La scuola non lo attraeva, e i quattro anni trascorsi al collège communal di Le Havre non fecero che soffocare la sua creatività: «ero un ragazzo naturalmente indisciplinato» osservò Monet cinquant'anni dopo «anche nella mia infanzia odiavo obbedire alle regole [...] Vivevo la scuola come una prigione e odiavo trascorrere il mio tempo lì, anche se per sole quattro ore giornaliere». Il suo elemento, come si è già accennato, era l'aria aperta, «dove il sole era allettante, il mare affascinante, e dove era semplicemente meraviglioso correre lungo le scogliere, o magari sguazzare nell'acqua». Nonostante Monet odiasse trascorrere il suo tempo dietro ai banchi di scuola, ebbe modo di assimilare i fondamenti della lingua francese e dell'aritmetica, ed erano ben pochi i compagni di classe che non apprezzavano la sua personalità affascinante e il suo senso dell'umorismo.
Una materia che, tuttavia, catturò sin da subito il suo interesse fu il disegno. «Disegnavo ghirlande sui margini dei miei libri ed ero solito ricoprire la fodera blu dei miei eserciziari con ornamenti fantastici, o magari con raffigurazioni irriverenti dei miei insegnanti, soggetti a distorsioni estreme». Nonostante Monet avesse individuato con successo la sua passione, questi anni per lui furono tutt'altro che felici: nell'estate del 1857 lasciò il collège, privo ormai del sostegno della madre, scomparsa il 28 gennaio di quell'anno, e del padre, dal quale era considerato poco più che un fallito. Se Monet, ormai divenuto un adolescente, non abbandonò le sue ambizioni artistiche per darsi al commercio insieme al padre fu solo grazie alla zia, la quale, incapace di colmare il vuoto lasciato dalla morte del marito Jacques, decise di cimentarsi con i pennelli «come solo le donne sposate sanno fare».
Grazie all'interessamento della zia, Monet fu in grado di proseguire la sua passione sotto la guida di Jacques-François Ochard, docente presso il collège dai modi assertivi e cordiali. Dopo essersi opportunamente formato, Monet licenziò i suoi primi cimenti artistici, specializzandosi nella realizzazione di sferzanti caricature da vendersi al prezzo di venti franchi. Accentuando in modo ridicolo e satirico i tratti salienti degli abitanti di Le Havre, Monet riuscì certamente a farsi un nome e ad aumentare la sua stima in sé stesso; non vi è sorpresa, dunque, se realizzò un centinaio di caricature, arrivando persino a esporle in cicli settimanali presso la vetrina di una bottega sulla rue de Paris, Gravier's. Quando ogni domenica il popolino di Le Havre si dava appuntamento lì davanti e scoppiava a ridere fragorosamente, Monet, per usare le sue stesse parole, «scoppiava di orgoglio».

### L'incontro con Boudin

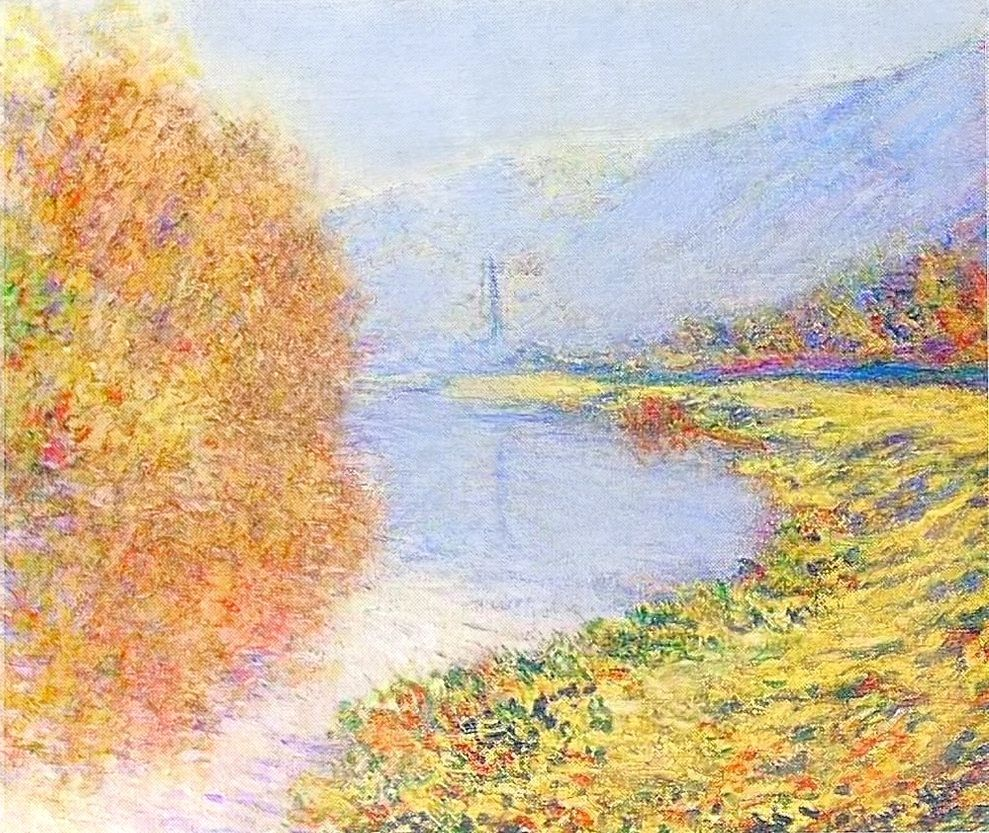
Autumn at Jeufosse (1884)

Ormai consapevole di avere raggiunto una certa esperienza artistica, Monet era fermo nel voler proseguire la sua vita nel solco dell'arte. Fondamentale, in tal senso, fu l'intervento del corniciaio operante presso Gravier's, grazie al quale Claude fece conoscenza con un paesaggista normanno modesto ma determinato, Eugène Boudin. «Dovresti conoscere monsieur Boudin» rivelò il corniciaio al giovane Claude «checché ne dicano le persone, sa assolutamente il fatto suo [...] potrebbe darti ottimi consigli». Le perplessità di Monet furono rilevanti – il suo spirito di autodidatta era insofferente ai freni – ma le insistenze del corniciaio furono talmente pressanti da spingerlo a rivolgersi a Boudin, che fu ben contento di insegnare la sua arte a un «giovane uomo così versato per le caricature».
Fu un incontro intensissimo. Boudin ammirava le opere «sconvolgenti, ricche di entusiasmo e di vita» del giovane allievo, che dal canto suo ammise di aver beneficiato non poco degli insegnamenti del maestro: «Boudin, con instancabile gentilezza, intraprese la sua opera d'insegnamento. I miei occhi finalmente si aprirono e compresi veramente la natura; imparai al tempo stesso ad amarla. L'analizzai con una matita nelle sue forme, la studiai nelle sue colorazioni». Se un tutoraggio accademico lo avrebbe confinato nel claustrofobico chiuso degli atelier, Boudin fu perfettamente in grado di convertire la passione di Monet in temperamento artistico, trasmettendogli un grande amore per la pittura en plein air: «È ottimo come inizio, ma presto ne avrai abbastanza delle caricature. Studia, impara a vedere e a disegnare, dipingere, fare paesaggi».

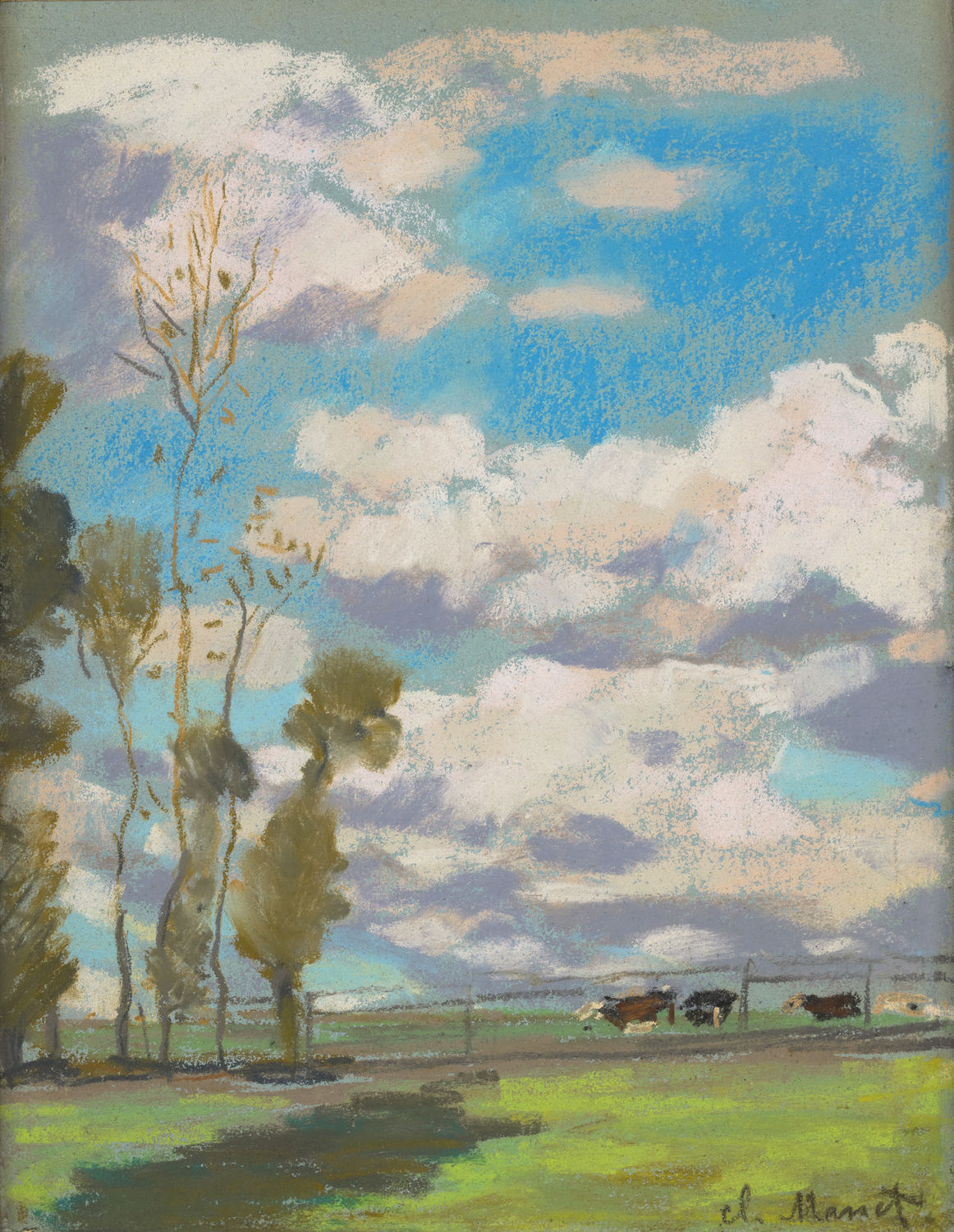
Tre mucche in un pascolo (1865-70)

### Un apprendista pittore a Parigi
La vocazione artistica di Monet, ormai fattasi intensa, non poteva che convergere verso Parigi, dove, nel maggio del 1859, i maggiori artisti di tutta la Francia si erano dati appuntamento per il Salon. Monet comunicò tempestivamente a Boudin le novità artistiche osservate durante il soggiorno parigino, confidandogli le seguenti parole:
(Claude Monet)
Monet espresse ammirazione anche per le composizioni di Troyon, sebbene osservasse che «avevano le ombre un po' nere». Nonostante la giovane età, poteva già giovarsi di una solida erudizione artistica e arrivò persino a conoscerlo di persona: «gentile e senza pretese», Constant Troyon ammirò i pregi cromatici intessuti da Monet e fece pressione affinché egli si iscrivesse presso l'atelier di Thomas Couture, artista di impronta accademica che, nel 1847, aveva stupito il pubblico del Salon con la sua opera Les Romains de la décadence. Couture era dunque un artista ligio alla tradizione accademica e scettico verso gli sperimentalismi pittorici promossi da Monet che, infatti, non fu ammesso ai suoi corsi, anche a causa della sua indigenza economica.
Neanche Monet, d'altronde, desiderava asservirsi a un artista troppo legato ai convenzionalismi borghesi, e pertanto non esitò a iscriversi all'Académie Suisse, scuola d'arte privata fondata a Parigi da Charles Suisse, un pittore emulo di David: in questa scuola Claude aveva a disposizione modelli veri per pochi soldi e poteva sperimentare liberamente i propri progetti artistici, considerata la totale assenza di esami di ammissione o di docenti troppo restrittivi. Sotto l'ala protettiva di Suisse, Monet fu esposto a una quantità inestimabile di stimoli pittorici, germogliati poi grazie all'assidua frequentazione della Brasserie des Martyrs, luogo di riunione di molti scrittori e intellettuali: «È lì che ho conosciuto quasi tutte quelle persone di cui parla Firmin Maillard nel suo libro Les Derniers Bohémes, ma soprattutto Firmin Maillard, Albert Glatigny, Théodore Pelloquet, Alphonse Duchesne, Castagnary, Delvaux, Alphonse Daudet e altri cattivi soggetti come me...». 
Preso da una vera e propria ebbrezza intellettuale, Monet, in questi anni di tirocini e scoperte, stabilì una fittissima rete di conoscenze, destinata a rivelarsi vincente per la sua carriera. Nel frattempo, malgrado i pochi dipinti di rilievo eseguiti in questo periodo, approfondì la sua amicizia con Boudin, del quale si dichiarò fiero discepolo e compagno. 

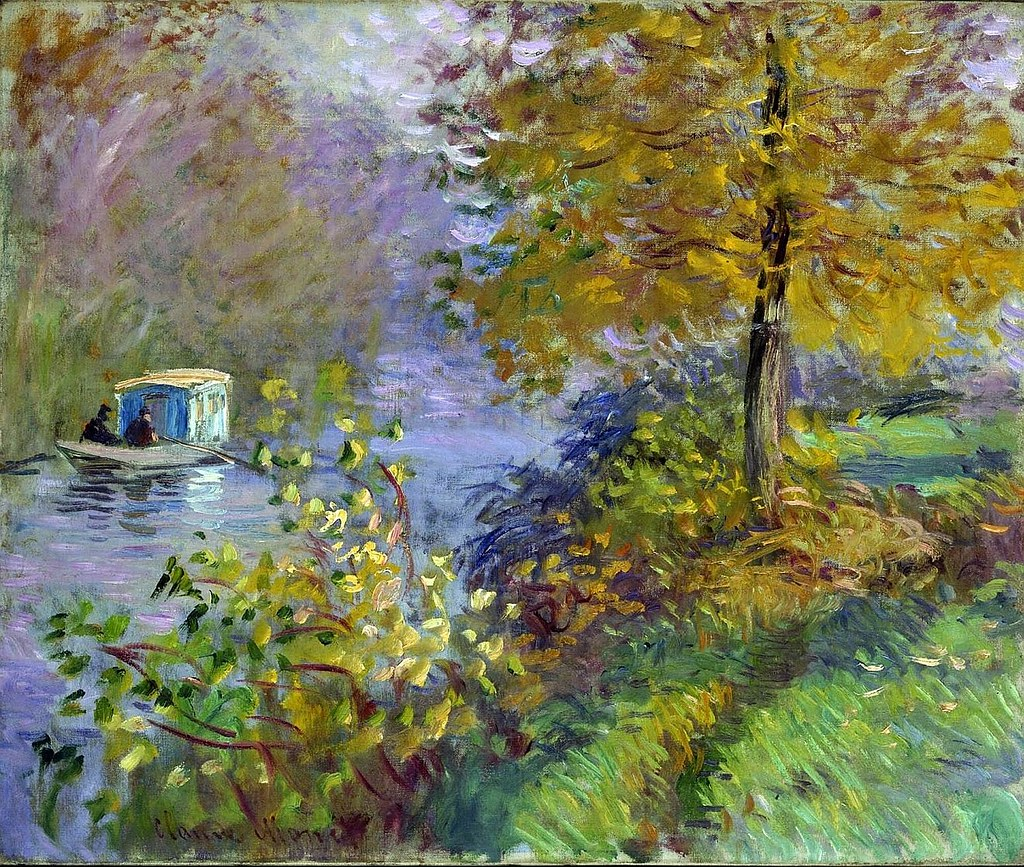
Le Bateau-atelier (1876)

### L'Algeria
Ben presto, tuttavia, accadde l'impensabile: nel 1861, infatti, Monet dovette presentarsi alle autorità del dipartimento della Senna, dalle quali fu chiamato a prestare il servizio militare. Ciò, secondo la legislazione francese del tempo, poteva essere evitato a patto che si pagassero 2.500 franchi di contributo, destinati a retribuire opportunamente un eventuale sostituto. I genitori di Monet avrebbero potuto permettersi l'esonero, ma per colmare la voragine finanziaria che ne sarebbe derivata, avrebbero avuto bisogno del figlio nella drogheria di famiglia. Claude, tuttavia, non era affatto disposto ad abbandonare i pennelli e perciò si arruolò nel reggimento dei Cacciatori d'Africa, di stanza ad Algeri, città che in effetti lo affascinò profondamente.
Ci rimangono testimonianze molto vivide, pittoresche, se non liriche, del soggiorno algerino di Monet, che in terra d'Africa si disse «non scontento di vestire l'uniforme»: a Mustapha, villaggio presso il quale si era poi stabilito con gli altri camerati, egli trascorse in effetti «un periodo genuinamente meraviglioso».
Quel favoloso Oriente, con il suo splendore cromatico e luministico, seppe soddisfare la sua insaziabile curiosità e la sua sete di meraviglie e, per di più, rafforzò la sua vocazione artistica: «Pensavo solo a dipingere, tanto m'inebriava quello stupendo paese». Durante il tempo libero, infatti, Monet – stimolato anche dai suoi superiori – aveva l'opportunità di fissare la luce e il colore di quei luoghi, che ben rispondevano al gusto orientalista diffusosi in Europa. Tuttavia, una fatale caduta da un mulo gli causò condizioni di salute assai precarie e pertanto fu rimpatriato in Francia, a Le Havre, per un breve periodo di convalescenza.

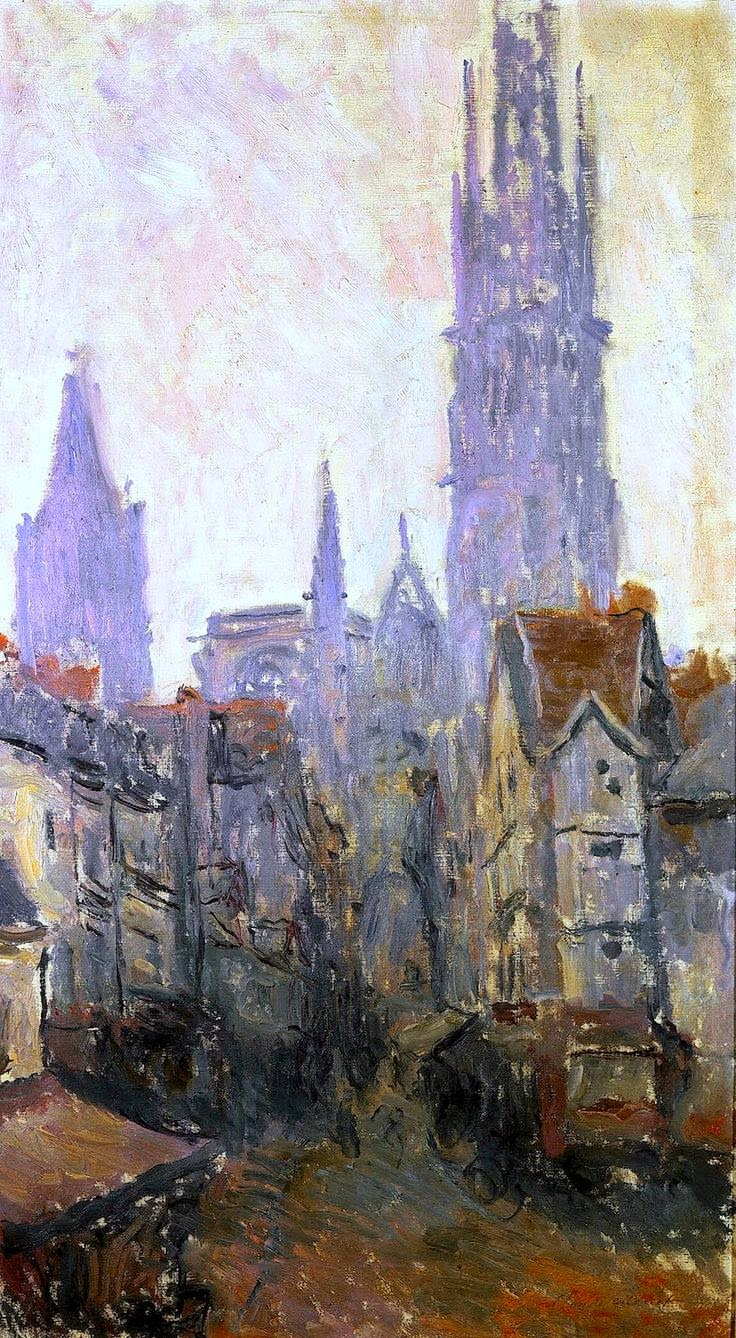
La rue de l'épicerie à Rouen (1892)

### Jongkind
«Il buon amico Boudin» si era allontanato da Le Havre, e pertanto Monet si ritrovò a dipingere da solo. Nonostante l'assenza di quello che, sostanzialmente, era il suo più grande maestro spirituale, Claude strinse un intenso sodalizio artistico e umano con Johan Barthold Jongkind. Costui era un pittore di marine di origine olandese che, all'aperto, si limitava a riprodurre il paesaggio in schizzi e acquerelli, per poi definirli sulla tela nel suo studio, conservando tuttavia la freschezza della prima osservazione. Monet giovò molto dell'amicizia di Jongkind, dal quale fu esortato a intraprendere un apprendistato con maggiore dedizione e impegno, in modo da produrre finalmente capolavori sublimi.
Papà Alphonse, infatti, era dello stesso avviso, e fu disposto persino a pagare i 2 500 franchi richiesti per l'esonero dal servizio militare (la convalescenza era ormai conclusa), affinché il figlio potesse migliorare i propri mezzi tecnici: «Mettiti in testa che d'ora in poi lavorerai, e seriamente. Voglio vederti in un atelier sotto la guida di un maestro rispettabile. Se decidi nuovamente di essere indipendente, la paghetta che fino ad ora ti ho concesso svanirà senza pietà. Sono stato chiaro?». Monet, ormai, era messo alle strette e, pertanto, su consiglio del padre si appellò al pittore Auguste Toulmouche, di casa al n. 70a di rue Notre-Dame-des-Champs. Per saggiare le sue competenze artistiche, Monet si cimentò davanti agli occhi di Toulmouche in una natura morta, e certamente non mancò di impressionarlo: «È ottimo, forse un po' vistoso [...] sei veramente promettente, Claude, ma devi spendere le tue energie con più saggezza... giovane uomo, hai definitivamente talento. Devi entrare in un atelier».

### La preistoria impressionista

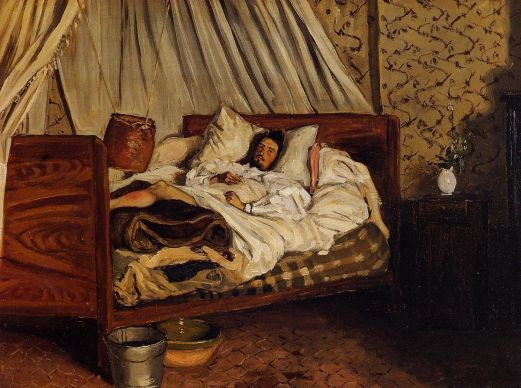
Jean-Frédéric Bazille, L'ospedale da campo improvvisato dopo l'incidente di Monet alla locanda di Chailly (1865); olio su tela, 47×62 cm, Parigi, Museo d'Orsay

Lo stesso Monet, d'altronde, era dello stesso avviso, e perciò iniziò a frequentare l'atelier di Charles Gleyre, artista dalla pennellata «lieve, graziosa, fine, sognante, alata», con «qualcosa d'immateriale», presso il quale egli ebbe modo di perfezionare gli aspetti tecnici della sua pittura, allenandosi nel disegno, nello studio del nudo, nella prospettiva e nelle altre discipline previste dallo studio accademico. Importantissimo per l'evoluzione pittorica di Monet fu poi l'incontro con Alfred Sisley, Pierre-Auguste Renoir e Jean-Frédéric Bazille, artisti che, come lui, ripudiavano la sterilità del disegno accademico. Fu con loro, infatti, che, nell'aprile del 1863, si recò a Chailly-en-Bière, nel cuore della foresta di Fontainebleau, sull'esempio di pittori come Corot, Daubigny e Rousseau, che si immergevano nella vegetazione e si misuravano direttamente con la natura, offrendone un'interpretazione squisitamente realistica e priva di quella retorica presente nel paesaggismo tradizionale.
Stregato dal «fascino imperituro» di Chailly, Monet vi rimase a lungo e si esercitò fruttuosamente nella pittura en plein air, così detta perché praticata all'aperto: lasciata Chailly, si recò con Bazille a Honfleur, poi a Sainte-Adresse, a Rouen e infine fece ritorno a Chailly. Qui fece uno degli incontri decisivi per la sua maturazione pittorica: quello con Gustave Courbet, patriarca del realismo, che aveva dato vita a un «ampio principio» particolarmente apprezzato dal nostro: «Courbet dipingeva sempre su fondi scuri, su tele preparate con il marrone, comodo procedimento che tentò di farmi adottare. Là sopra, diceva, potete disporre le vostre luci, le masse colorate e vederne subito gli effetti». Nonostante le ire furibonde del padre, che in seguito a una lite cessò di inviargli denaro, Monet, grazie all'interessamento di Courbet, poté dedicarsi alla pittura con dedizione ancora più intensa: fu in questo periodo, infatti, che iniziò a firmarsi come «Claude».

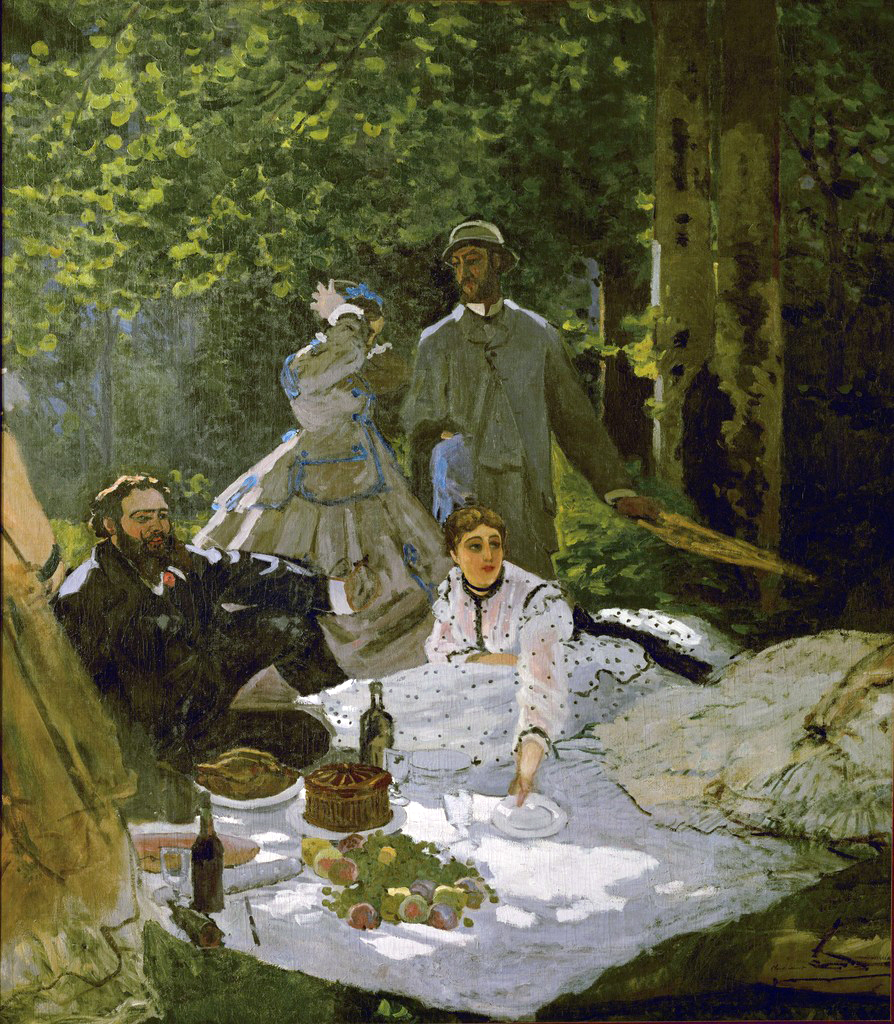
Claude Monet, La colazione sull'erba (1865–1866); olio su tela, frammento destro, Parigi, museo d'Orsay

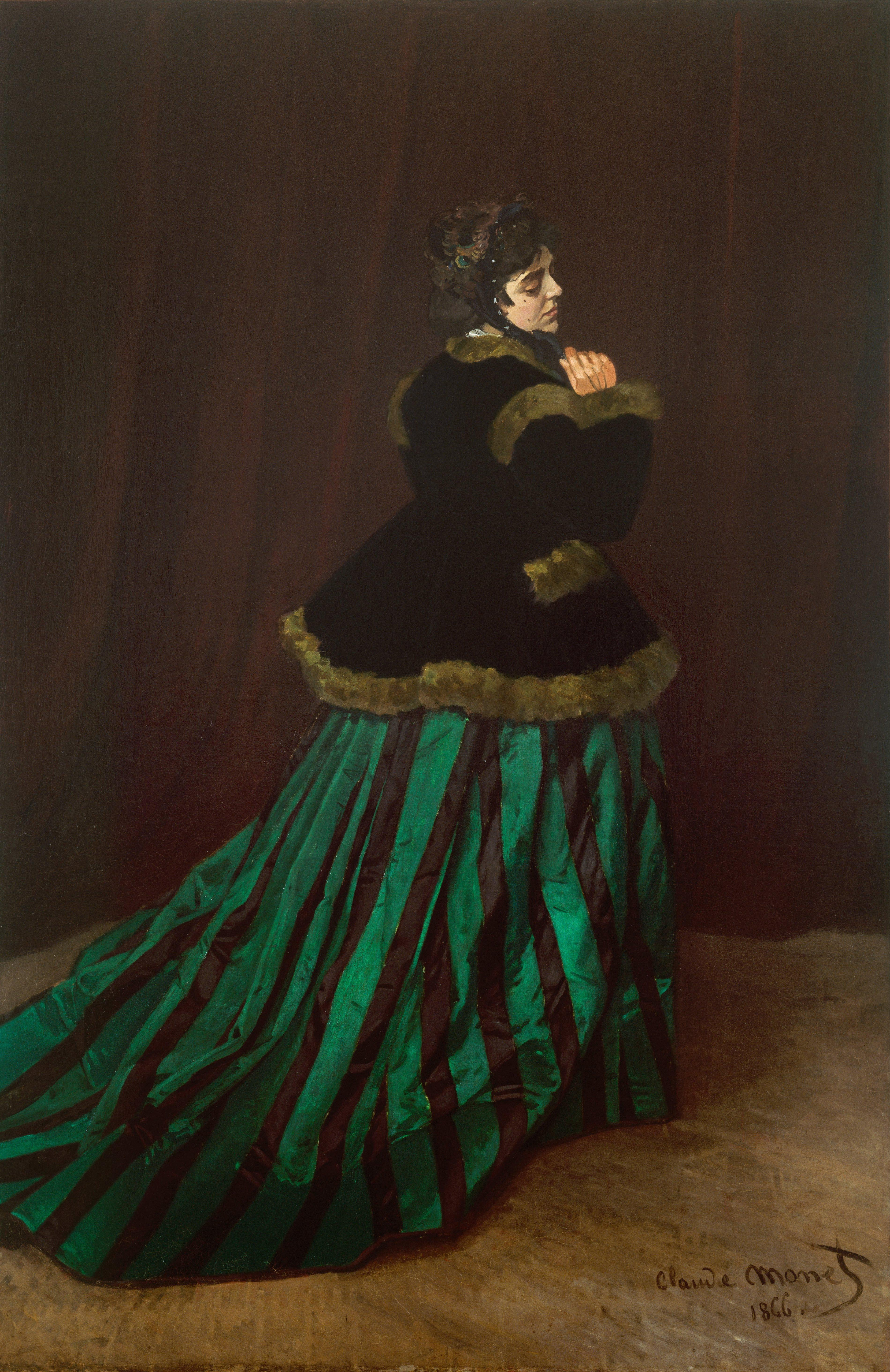
Claude Monet, La donna col vestito verde (1866); olio su tela, 231×151 cm, Brema, Kunsthalle

Pur soggiornando per lunghi periodi in località di campagna, Monet non mancò di interessarsi ai maggiori avvenimenti pittorici della capitale, la quale, nel 1863, era attraversata dal virulento scandalo suscitato dalla Colazione sull'erba di Manet, quadro che non rispondeva affatto alle prescrizioni accademiche, per via della presenza di un nudo femminile non avallato da una sicura contestualizzazione storica o mitologica. Affascinato da quest'opera, Monet decise di assimilarne la vibrante modernità e di realizzare, sulle orme di Manet, una serie di quadri particolarmente significativi, tutti destinati a riscuotere qualche tiepido consenso tra i critici del Salon: La foce della Senna a Honfleur, La punta della Héve con la bassa marea, La foresta di Fontainebleau e La donna col vestito verde. Più fredda, invece, fu l'accoglienza riservata alla sua Colazione sull'erba, replica diretta del dipinto manettiano, che fu duramente criticata da Gustave Courbet.
Oscillando tra il realismo courbettiano e il nuovo naturalismo promosso da Manet, in questi anni Monet realizzò opere rigorosamente en plein air che, nella trascrizione pittorica dei paesaggi francesi, cercavano di rispettare gli stessi meccanismi che regolano la visione umana: un'ambizione, forse, troppo alta, tanto che i suoi maggiori capolavori di questo periodo – si pensi a La colazione – non furono accettati al Salon. Monet, tuttavia, poteva godere del supporto morale di una vasta schiera di amici e conoscenti, oltre che di una buona moglie. Camille-Léonie Donciuex era una giovane ragazza di Lione con la quale ebbe un figlio, Jean: i due, dopo una storia d'amore molto accidentata, convolarono a nozze il 28 giugno 1870.
Fondamentali, poi, furono anche le amicizie con l'ormai inseparabile Bazille e con Pierre-Auguste Renoir, aspirante artista che gli faceva spesso visita nella sua dimora a Saint-Michel e che, a tal proposito, scrisse: «Sto quasi sempre da Monet [...]. Non tutti i giorni si mangia. Tuttavia, sono contento lo stesso perché, per quel che riguarda la pittura, Monet è un'ottima compagnia». Monet intrecciò con Renoir un'amicizia fervida e vitale, ben testimoniata dai dipinti che entrambi licenziarono sul tema dell'isolotto della Grenouillère. Si trattava di un piccolo ristorante, affiancato da uno stabilimento balneare, collocato sulle rive della Senna, a poca distanza da Parigi. Per Monet e Renoir rappresentava un pretesto eccellente per sperimentare la nuova tecnica pittorica che in quegli anni andavano coltivando, tutta basata sulle variazioni degli effetti di luce: perciò, nell'estate del 1869, entrambi si recarono presso l'isolotto, piazzando i propri cavalletti l'uno di fronte all'altro, e in poco tempo ciascuno aveva realizzato la propria Grenoullière. Il confronto tra le due opere è ancora oggi indispensabile per mettere opportunamente a fuoco queste due grandi personalità artistiche.

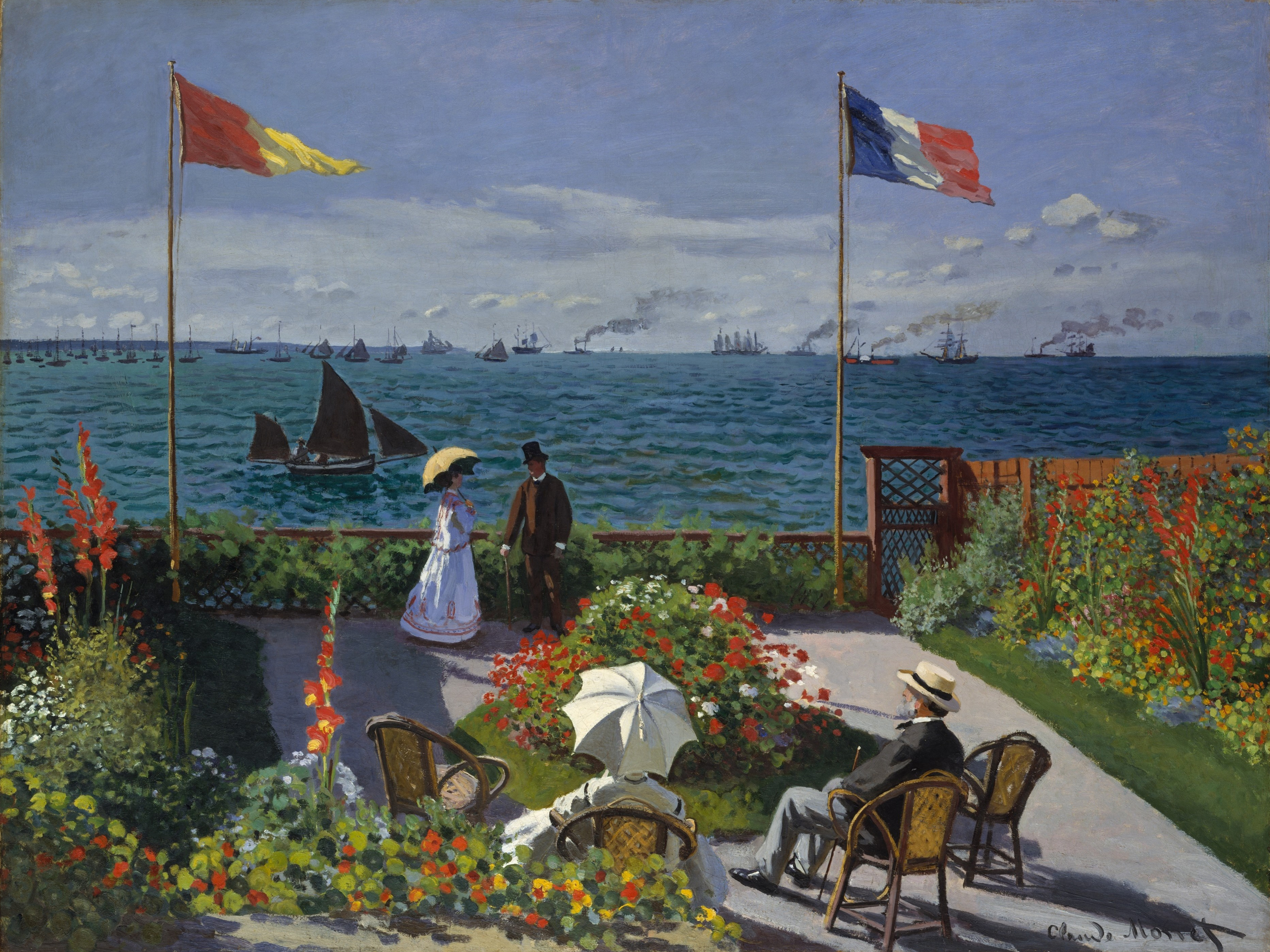
Claude Monet, Terrazza a Sainte-Adresse (1866-1867); olio su tela, 98.1×129.9 cm, New York, Metropolitan Museum of Art

### Il primo soggiorno londinese
Nel 1870 Monet si trasferì con Camille e il piccolo Jean a Trouville, in Normandia. Quello che inizialmente era un tranquillo soggiorno in un paesino fu, tuttavia, ben presto insanguinato dallo scoppio della guerra franco-prussiana: sotto il fuoco dei cannoni tedeschi, il Secondo Impero crollò rovinosamente, Parigi fu assediata e Monet, per evitare di essere arruolato e di sacrificare la propria vita per Léon Gambetta e l'Alsazia-Lorena, si rifugiò a Londra. Fu una scelta saggia, considerando che Bazille, offertosi volontario per la grandezza della patria, morì ucciso in combattimento. Stabilitosi al n. 11 di Arundel Street, nei pressi di Aldwych, Monet fece conoscenza a Londra con Daubigny, artista che lo mise in contatto con il proprio gallerista, Paul Durand-Ruel, anch'egli rifugiato nella capitale inglese (era, d'altronde, titolare di una galleria d'arte a New Bond Street, particolarmente fiorente).

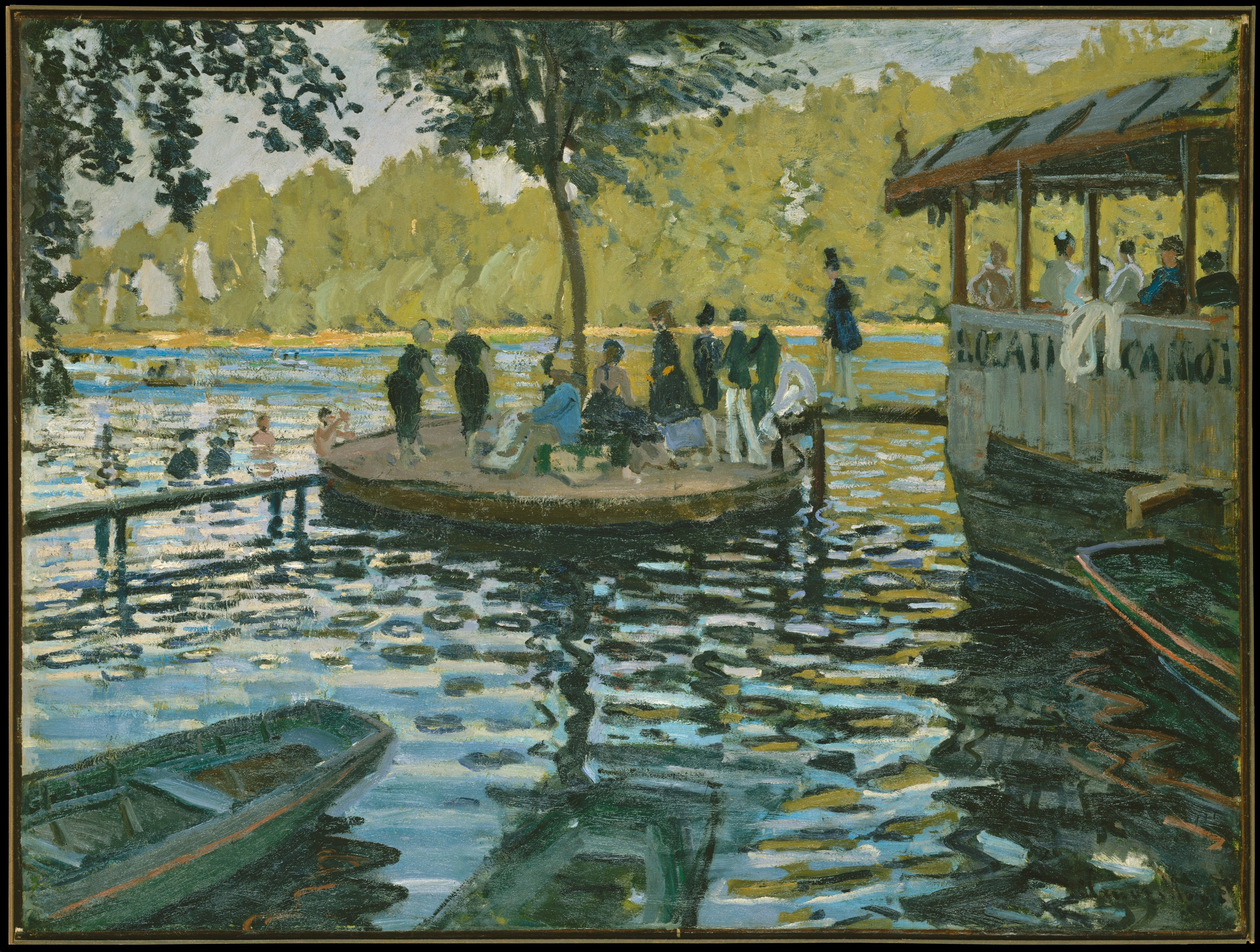
Claude Monet, La Grenouillère (1869); olio su tela, 74,6×99,7 cm, New York, The Metropolitan Museum of Art

Grazie all'intercessione di Durand-Ruel, Monet strinse poi amicizia con Camille Pissarro, artista con il quale si divertì a esplorare Londra e il suo vibrante patrimonio museale, che vedeva in Turner, Gainsborough e Constable gli artisti prediletti. Pur non riuscendo a esporre alla Royal Academy, Monet continuò comunque a lavorare alacremente, fissando nei suoi quadri il fascino emanato dal fiume Tamigi e dai vari parchi londinesi.

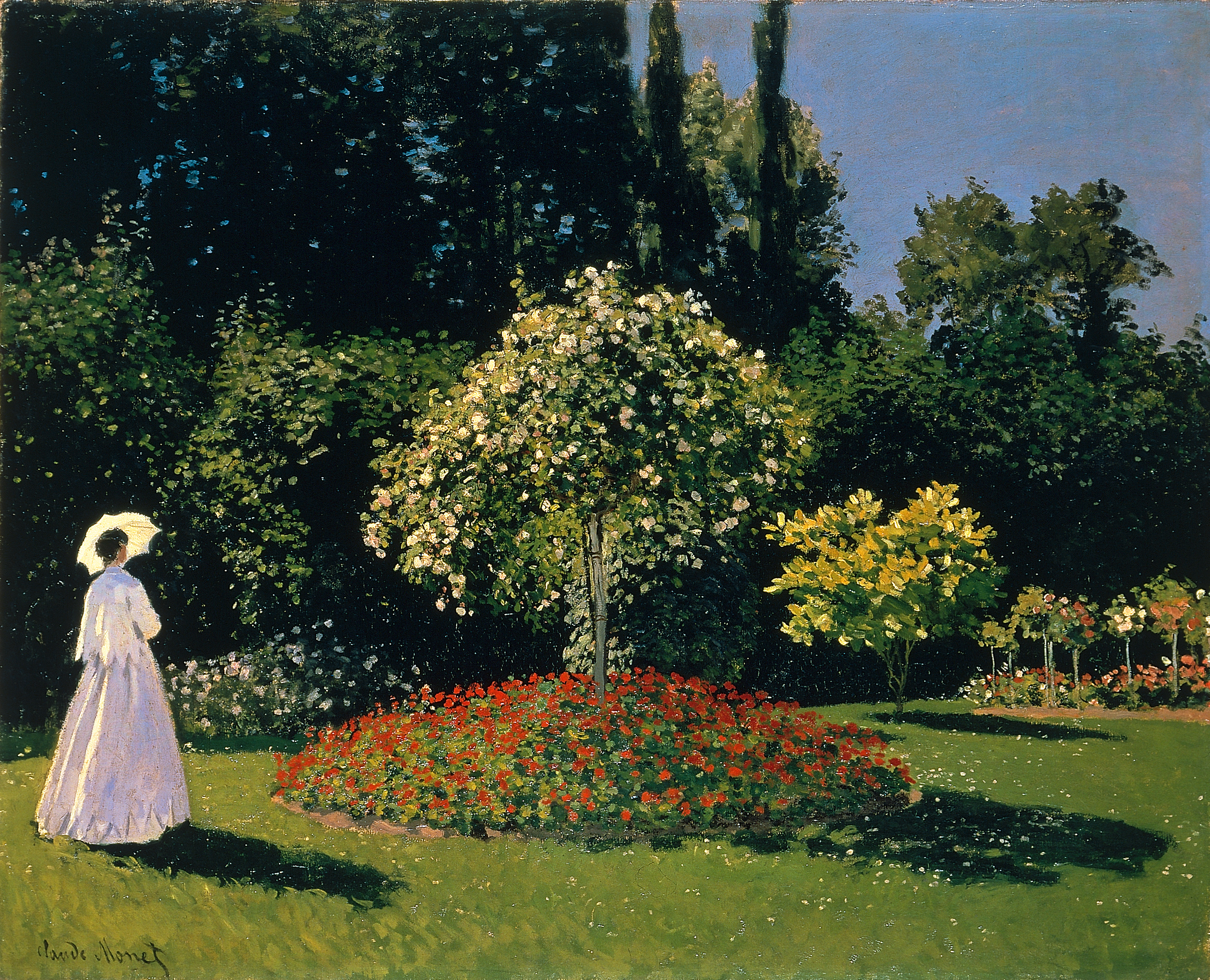
Claude Monet, Signora in giardino a Sainte-Adresse (1867); olio su tela, 82,3× 101,5 cm, San Pietroburgo, museo dell'Ermitage

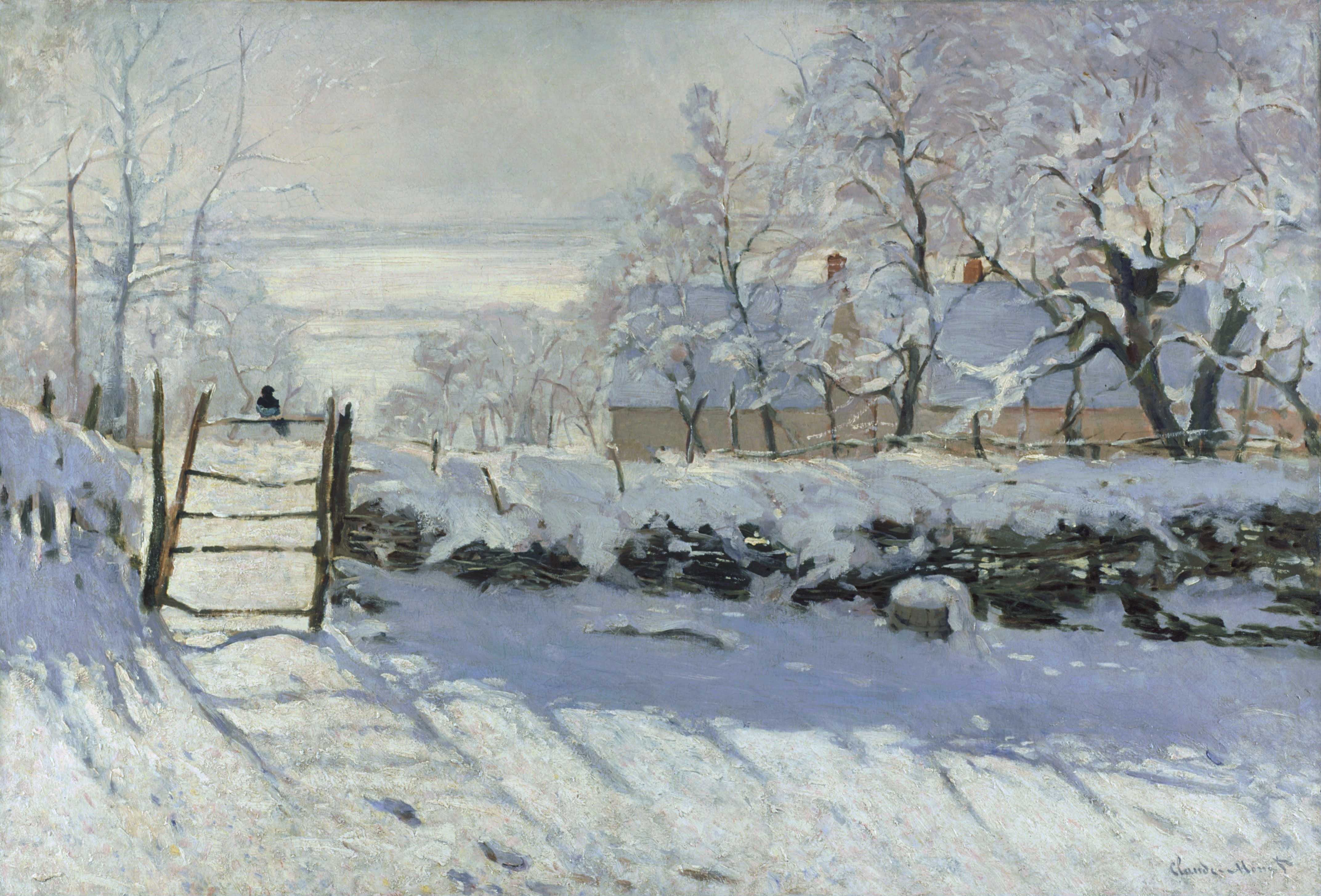
Claude Monet, La gazza (1868-1869); olio su tela, 89×130 cm, Parigi, museo d'Orsay

Con la stipula dei trattati di pace nel 1871, tuttavia, la guerra franco-prussiana poteva dirsi definitivamente conclusa: non aveva più senso, dunque, rimanere a Londra, né per Monet, né per Pissarro e gli altri esuli francesi. Se questi ultimi rimpatriarono immediatamente, Monet preferì invece trattenersi più a lungo e fare tappa a Zaandam, nei Paesi Bassi, «paese molto più bello di come si ritiene comunemente». Visitò il Rijksmuseum il 22 giugno ed eternò i mulini a vento, i canali e il paesaggio olandese in generale in «tele [...] dove rivela una grande libertà stilistica e un marcatissimo distacco nei confronti del soggetto, che non ha più niente di pittoresco, singolare o naturalista, ma non è più altro che un veicolo per meditazioni plastiche; non esiste se non al termine di trasposizioni pittoriche che si susseguono e dalle quali trae il suo valore emotivo e poetico» (Lemaire).

### La nascita dell'Impressionismo
Fu solo nell'autunno del 1871 che Monet tornò in Francia, soggiornando per un breve periodo a Parigi, dove approfondì la sua fraterna amicizia con Renoir e Pissarro, ponendo in questo modo le basi per l'età d'oro dell'Impressionismo. La metropoli, tuttavia, non lo affascinava più e, complice anche la ricezione di alcune cattive notizie – innanzitutto la morte dell'amato Bazille e l'incarcerazione di Courbet per il suo sostegno alla Comune – egli sentì ben presto l'esigenza di stabilirsi in un sobborgo agreste. Argenteuil rispondeva perfettamente a questo desiderio: si trattava di un piccolo villaggio placidamente disteso sulla riva destra della Senna, di notevole interesse storico e architettonico, che godeva di un'intensa attività viticola e velistica.

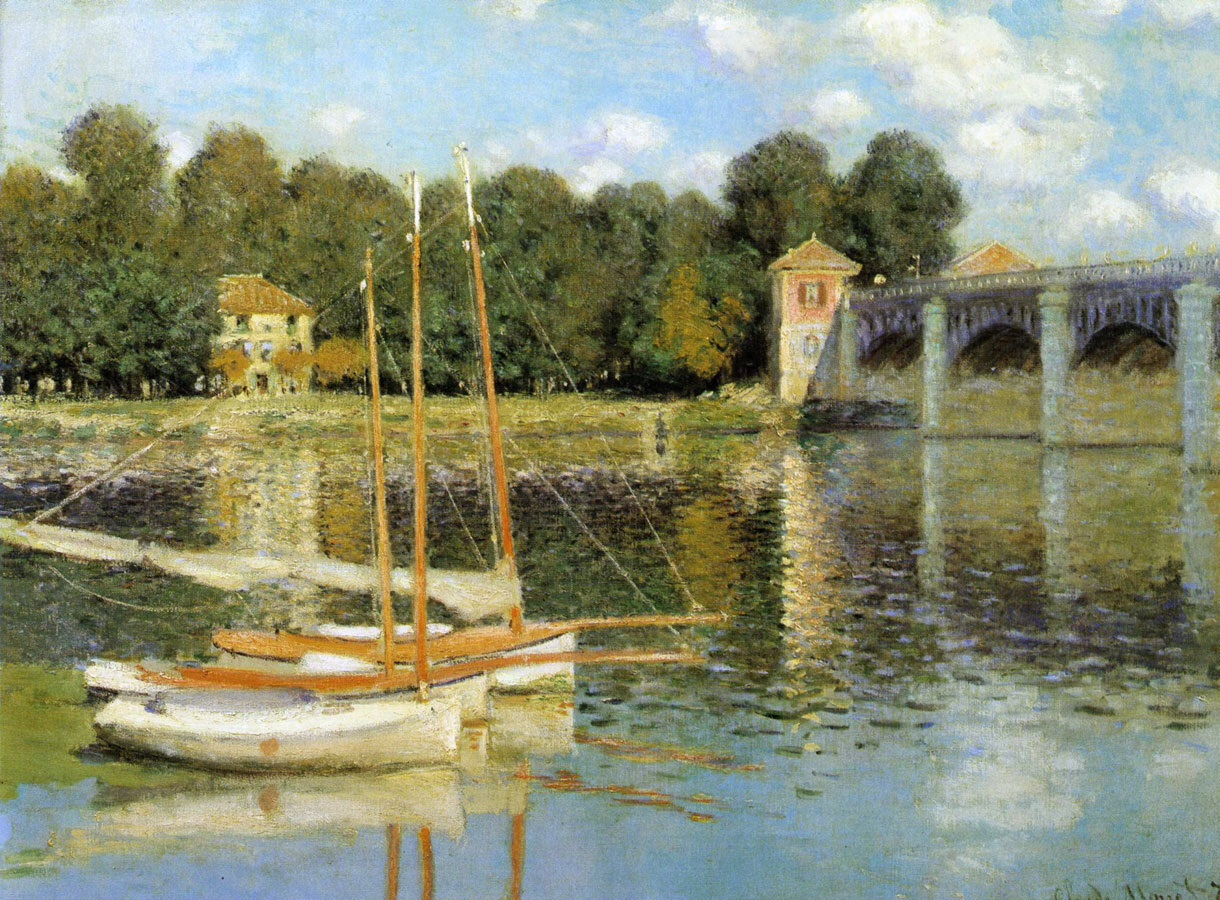
Claude Monet, Porto ad Argenteuil (1874); olio su tela, Parigi, museo d'Orsay

Ad Argenteuil, Monet fu rapidamente raggiunto da Renoir, Sisley e Caillebotte e, stimolato dal genio degli amici, raggiunse subito la pienezza della sua potenza artistica: il suo tocco, infatti, iniziò a farsi più mobile e vibrante, assumendo un carattere virgolato particolarmente congeniale a una resa più veritiera della luce e degli effetti cromatici che da essa derivano. Fu questo un periodo di grande splendore artistico per Monet, che poteva finalmente beneficiare di un clima di camaraderie e di fiducia, oltre che di un certo benessere economico – collezionisti e mercanti reclamavano in gran numero le sue tele. Per captare con maggiore immediatezza il brillìo della luce che trascolora nella Senna, arrivò persino a farsi adattare, con l'aiuto di Caillebotte, un'imbarcazione in atelier flottant, ovvero uno studio galleggiante con cui poter dipingere in mezzo al fiume.

### La prima mostra del 1874

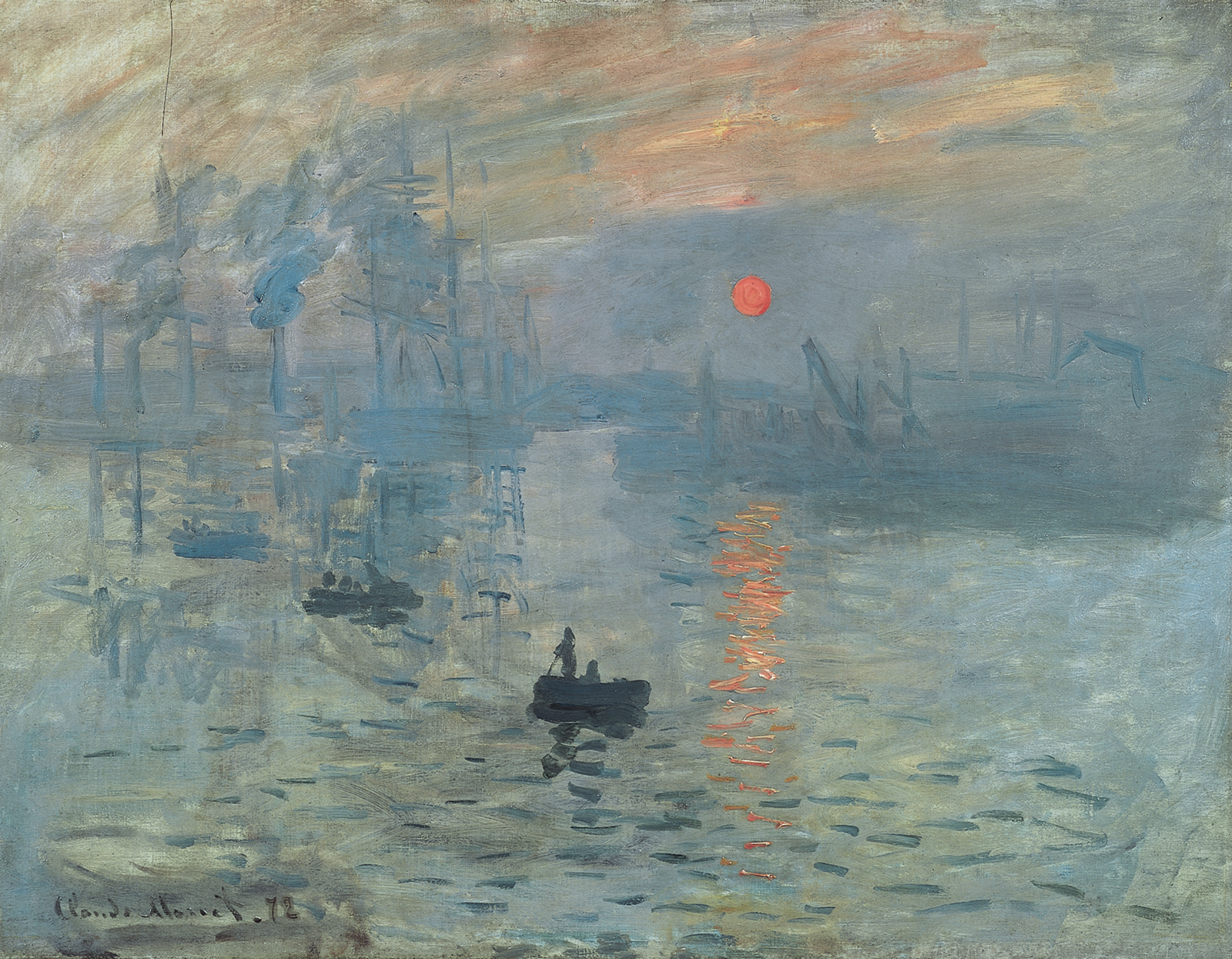
Claude Monet, Impressione, levar del sole (1872); olio su tela, 48×63 cm, Parigi, Musée Marmottan Monet

Nel frattempo, iniziò a formarsi in Monet la volontà di dare una costituzione ufficiale al gusto pittorico che andava informando gli sperimentalismi della sua bande. Da qui nacque il progetto di emanciparsi dalle istituzioni ufficiali e di organizzare una mostra artistica nei locali di un vecchio studio fotografico al n. 35 di boulevard des Capucines, messo a disposizione da Nadar. Nonostante le varie difficoltà, tutto era pronto per il 15 aprile 1874, giorno in cui i trenta artisti che avevano aderito – tra i quali, oltre a Monet, anche Degas, Cézanne, Boudin, Pissarro, Berthe Morisot, Renoir e Sisley – poterono finalmente esporre le loro tele al pubblico. Tra i dipinti presentati da Monet vi era Impressione, levar del sole, opera che fu accolta con pubblico dileggio da una corte di osservatori scandalizzati dalle eccessive libertà compositive e cromatiche che l'artista vi si era concesso. Tra i critici più virulenti vi fu senza dubbio Louis Leroy, autore del seguente brano, apparso su Le Charivari:
(Louis Leroy)
Fu in quest'occasione che Monet e i suoi colleghi adottarono per la prima volta l'appellativo di «impressionisti», accettando con provocatoria ironia un aggettivo che Leroy, come si è visto, aveva invece coniato a fini esclusivamente denigratori. Il pubblico parigino, in effetti, fu scandalizzato dall'aspetto formale delle opere esposte, come ci testimonia Zola nel suo romanzo L'Œuvre: «Il riso che si udiva non era più quello soffocato dai fazzoletti delle signore e la pancia degli uomini che si dilatava quando davano sfogo alla loro ilarità. Era il riso contagioso di una folla venuta per divertirsi, che progressivamente si andava eccitando, scoppiava a ridere per un nonnulla, spinta all'ilarità tanto dalle cose belle che da quelle esecrabili».

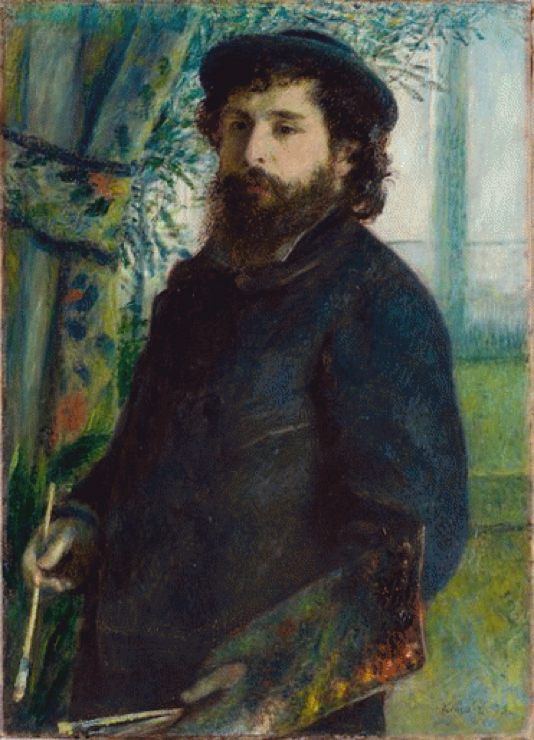
Pierre-Auguste Renoir, Ritratto di Claude Monet (1875); olio su tela, 85×60,5 cm, Parigi, museo d'Orsay

C'è tuttavia da sottolineare che, se una parte della critica concordava nel ritenere Monet e gli altri impressionisti dei dilettanti incapaci di tenere in mano un pennello, alcuni apprezzarono l'iniziativa dei giovani, ammirandone la spontaneità e la freschezza nella resa della vita contemporanea. Fra questi recensori vi fu Jules-Antoine Castagnary, il quale – accettando il neologismo di «impressionisti» – scrisse: «[...] sono impressionisti nella misura in cui non rappresentano tanto il paesaggio quanto la sensazione in loro evocata dal paesaggio stesso. E proprio questo termine è entrato a fare parte del loro linguaggio [...]. Da questo punto di vista hanno lasciato alle loro spalle la realtà per entrare nel regno del puro idealismo. Quindi la differenza essenziale tra gli impressionisti e i loro predecessori è una questione di qualcosa in più e qualcosa in meno dell'opera finita. L'oggetto da rappresentare è lo stesso, ma i mezzi per tradurlo in immagine sono modificati [...]».

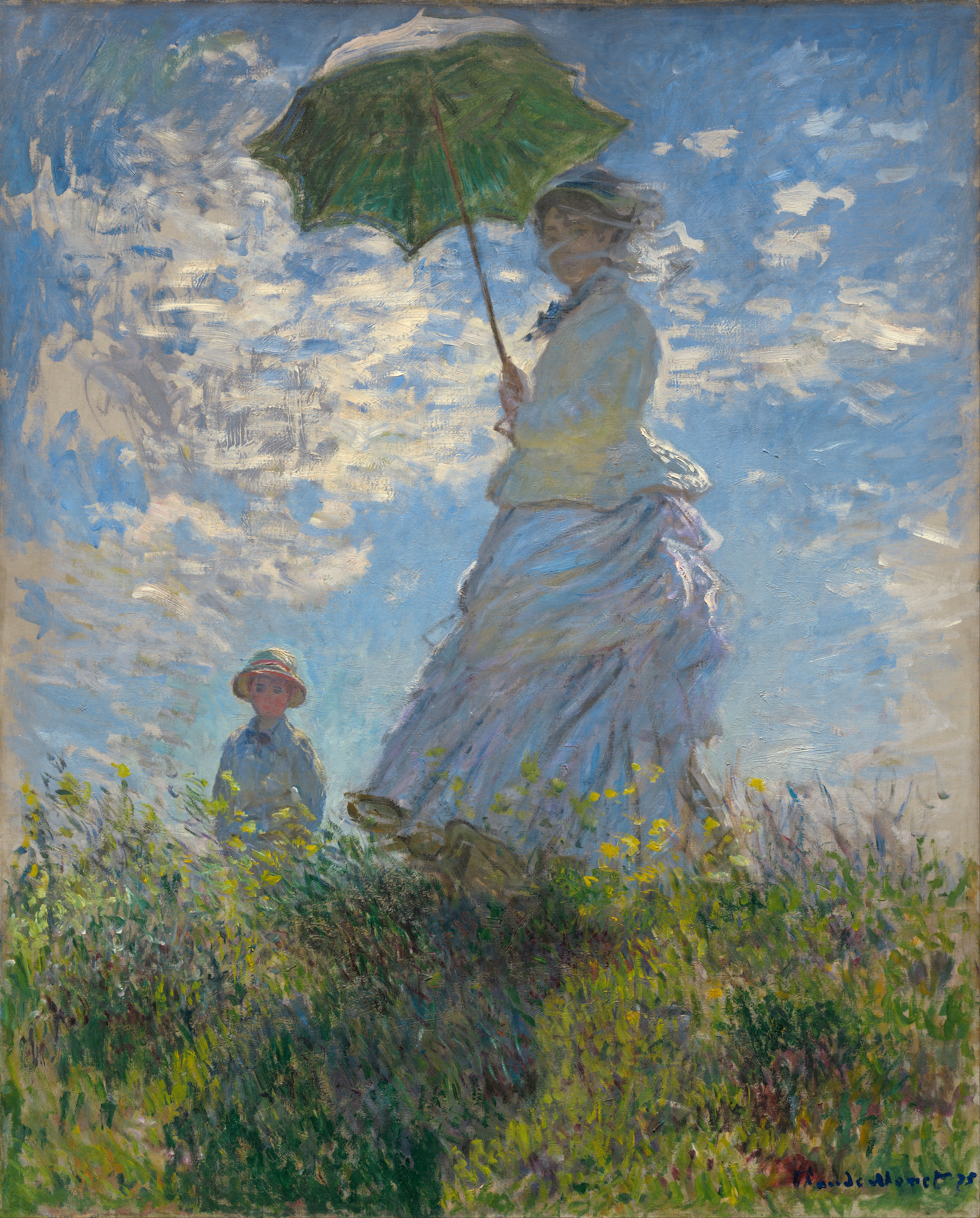
Claude Monet, Donna con il parasole, madame Monet con il figlio (1875); olio su tela, 100×81 cm, Washington, National Gallery of Art

Nonostante i timidi apprezzamenti di Castagnary, la prima esposizione impressionista si risolse in un totale insuccesso e, al suo termine, Monet, Renoir e gli altri furono costretti a prendere atto di un terrificante deficit finanziario. Sotto la spinta di Renoir, dunque, il gruppo si accinse a organizzare, il 24 marzo 1875, un'asta pubblica all'Hôtel Drouot, nella prospettiva di far fronte alle drammatiche difficoltà economiche che opprimevano tutti. La spietata recensione del critico Albert Wolff lasciava presagire un nuovo fiasco: «L'impressione che danno gli impressionisti è quella di un gatto che passeggia sulla tastiera di un pianoforte, o di una scimmia che si è impossessata di una scatola di colori». La vendita, presieduta in qualità di esperto da Durand-Ruel, ebbe in effetti esiti deprimenti: con il ricavato, Monet riusciva a malapena a pagarsi il prezzo delle cornici, e fu necessario persino l'intervento della polizia per evitare che gli alterchi degenerassero in rissa.
Gli esigui guadagni non furono dunque sufficienti a tranquillizzare le preoccupazioni economiche di Monet, funestato, tra l'altro, dall'improvvisa e terribile malattia che aveva colpito la moglie Camille. «Sebbene io abbia fede nel futuro, il presente è veramente difficile da affrontare», scrisse il pittore a Édouard Manet il 28 giugno 1875. Queste difficoltà, tuttavia, non prosciugarono le sue ambizioni artistiche e, nell'aprile 1876, nonostante il fiasco della prima mostra, Monet organizzò una seconda esibizione impressionista, proponendovi ben diciotto quadri, fra i quali La giapponese. Pur attirandosi nuovamente l'ostilità della critica e del pubblico, in questa occasione riuscì a guadagnare qualche soldo, anche grazie al caldo supporto di Zola – per il quale egli era «innegabilmente il capogruppo» per «il suo pennello che si distingue per uno straordinario splendore» – e di Castagnary, che elogiò senza mezzi termini l'«immenso sforzo verso la luce e la verità» compiuto dal gruppo.
Era il periodo in cui i critici d'arte cominciavano a porsi con serietà il problema di una corretta comprensione del fenomeno impressionista: per Paul Mantz, l'impressionista era «l'artista sincero e libero che, rompendo con i procedimenti di scuola, con i raffinamenti alla moda, subisce, nell'ingenuità del suo cuore, il fascino assoluto che promana dalla natura e traduce, con semplicità e con la maggiore franchezza possibile, l'intensità dell'impressione subìta»; per Duranty: «[...] la scoperta degli impressionisti consiste propriamente nell'aver riconosciuto che la grande luce scolora i toni, che il sole riflesso dagli oggetti tende, per forza di chiarezza, a ricondurli a quella unità luminosa che fonde i sette raggi prismatici in un unico sfavillio incolore, che è la luce. D'intuizione in intuizione, a poco a poco sono arrivati a decomporre la luce solare nei suoi raggi, nei suoi elementi, e a ricomporre la sua unità attraverso l'armonia generale delle iridescenze che essi spandono nelle tele».
Nonostante Monet dovesse affrontare spesso fatiche e disagi, soprattutto a causa delle scarse disponibilità economiche, in questi anni cominciò lentamente a formarsi intorno a lui una leale cerchia di ammiratori e mecenati: oltre a Caillebotte, fervente collezionista di opere impressioniste, vanno indubbiamente citati il medico George de Bellio e, soprattutto, il mercante Ernest Hoschedé.
Questi, nato a Parigi il 18 settembre 1837 da una famiglia di modeste origini commerciali, dopo avere sposato l'amatissima Alice nel 1863 – dalla quale ebbe vari figli – consacrò la propria carriera alle Belle Arti, tributando una sincera ammirazione soprattutto a quanti, come Monet, avevano il coraggio di sfidare i convenzionalismi accademici e di percorrere strade nuove. Da Hoschedé, Monet ricevette la commissione per decorare le pareti del suo castello di Rottembourg, presso Montgeron: di questo soggiorno ci sono rimaste tele di particolare pregio artistico, come Les dindons. Ben presto, tuttavia, anche la famiglia Hoschedé fu colpita da un grave tracollo economico e, considerati i buoni rapporti che intercorrevano con i Monet, le due famiglie decisero di unire i propri sforzi e di trasferirsi in un'unica casa a Vétheuil, lungo le rive della Senna, nel dipartimento della Val-d'Oise.

### Claude Monet a Parigi

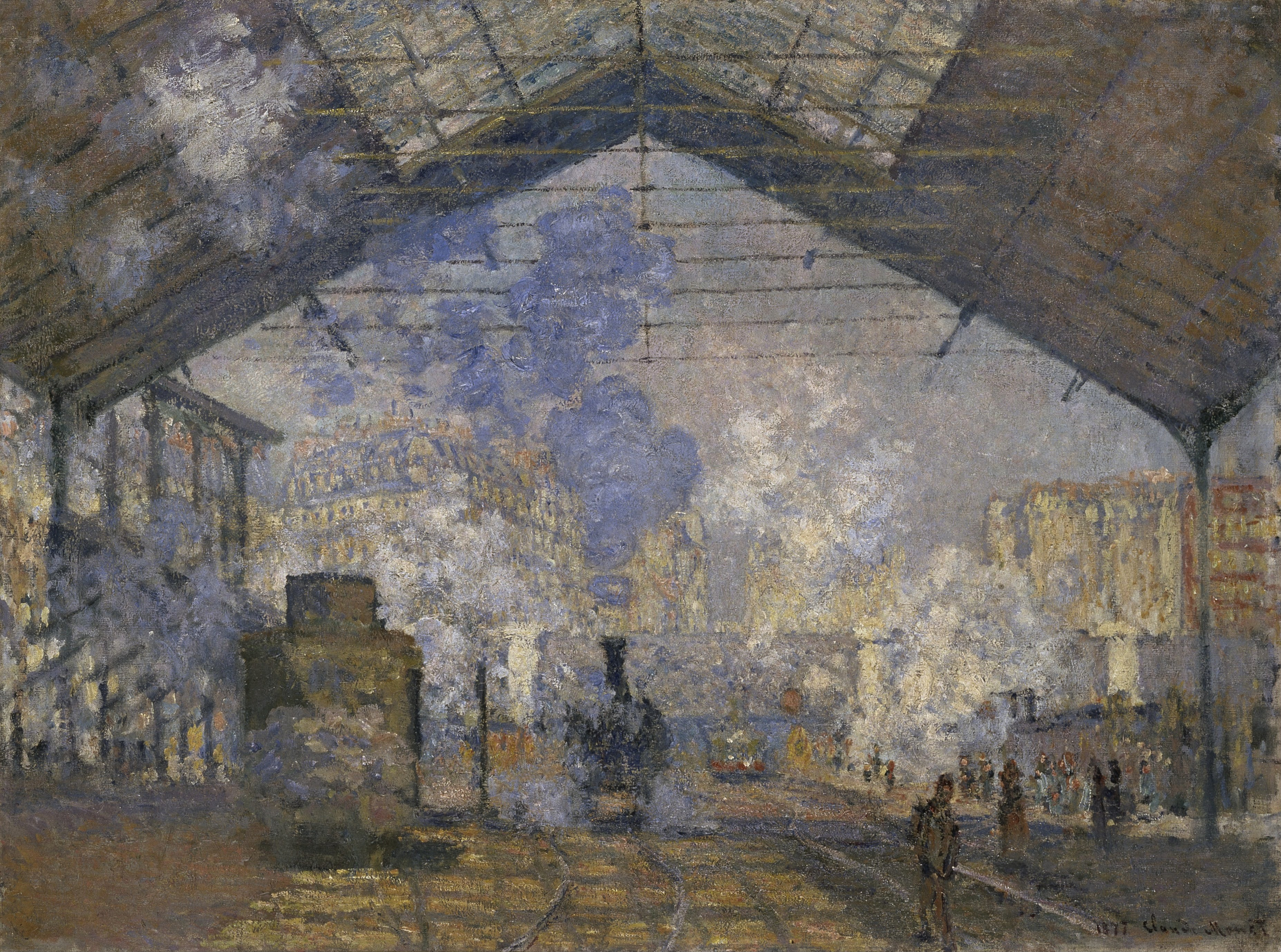
Claude Monet, La stazione di Saint-Lazare (1877); olio su tela, 75×104 cm, Parigi, museo d'Orsay

Pur amando fino alle lacrime l'idillio campestre che percorreva i fiumi, i campi e le distese erbose delle campagne intorno a Parigi, Monet non poteva fare a meno di ritenere affascinante lo scalpitio della vita moderna che gravitava attorno alla capitale. Fu per questo motivo che, a partire dal 1877, il pittore tornò a indagare la realtà metropolitana, con un particolare occhio di riguardo rivolto alla stazione di Saint-Lazare, dalla quale partivano, tra l'altro, i treni per la sua amata Argenteuil. A questo scalo ferroviario Monet dedicò circa una dozzina di tele e – pur ripudiando il teatro, i caffè rumorosi, le corse ippiche tanto amate da Degas e dai suoi discepoli – non mancò, nei suoi quadri, di occhieggiare al tessuto urbano parigino, luogo che favoriva incontri stimolanti e che era ricolmo di autentici monumenti della modernità.
Non bisogna dimenticare, d'altronde, che la Parigi in cui visse Monet era quella trasformata dal potente barone Haussmann in una moderna capitale europea, grazie a un ambizioso piano di riqualificazione urbanistica che vedeva nei boulevard – quegli ampi viali alberati, costellati di negozi, caffè ed eleganti palazzi signorili – il fattore chiave per un vigoroso e generalizzato rilancio economico, morale e culturale. Monet immortalò questa incalzante modernità – lucidamente descritta in letteratura da opere come La bestia umana di Zola e Alla ricerca del tempo perduto di Proust – in tele come La Gare Saint-Lazare e La rue Montorgueil à Paris.

### La morte di Camille
Al di là delle apparenze, tuttavia, questo era per Monet un periodo difficile e buio. Nonostante il crescente interesse dimostrato verso la pratica impressionista – ben testimoniato dalla pubblicazione di The Impressionists and Edouard Manet di Mallarmé – il movimento stava inesorabilmente esaurendo ogni spinta propulsiva, con i singoli aderenti che, complice anche l'emergere di divergenze artistiche ormai insanabili, tornarono a esporre al Salon ufficiale. Monet, dal canto suo, non disertò affatto le mostre impressioniste, pur sapendo che il destino del movimento era ormai segnato: nel 1883 scoccò la sua ora definitiva con la morte di Manet, il quale, pur non avendo mai formalmente partecipato alle esposizioni organizzate da Monet, era stato comunque in grado di operare una netta cesura con l'arte precedente e di porre le basi dell'Impressionismo.
Ancor più catastrofica era, in quegli anni, la sua vita personale. Le difficoltà economiche non si attenuavano e, per di più, la malattia dell'amata Camille si aggravava. «Mia moglie ha appena avuto un altro bambino e io sono in pena perché sono incapace di provvedere alle spese per le cure mediche di cui entrambi hanno assolutamente bisogno»: fu soprattutto Caillebotte a sopperire, ancora una volta, alla cronica mancanza di denaro che affliggeva Monet. Nulla, tuttavia, sembrava alleviare il dolore di Camille: «È soprattutto la cagionevole salute di Madame Monet a preoccuparci in questi giorni. Penso che non abbia altro che due giorni rimanenti da vivere [...] la sua morte lenta è alquanto triste...» scrisse, disilluso, Ernest Hoschedé alla madre in una lettera del maggio 1879. Nonostante le amorevoli cure del dottor Tichy e del dottor de Bellio, Camille fu tormentata da dolori atroci e, infine, da un cancro all'utero aggravato dalla nascita del figlio Michel. «Sento che le sofferenze di quella povera donna alla fine le risulteranno fatali. È orribile vederla sottoposta a questa tortura, talmente straziante che persino la morte, al suo posto, sarebbe desiderabile» scrisse Alice Hoschedé, moglie di Ernest, alla madre.

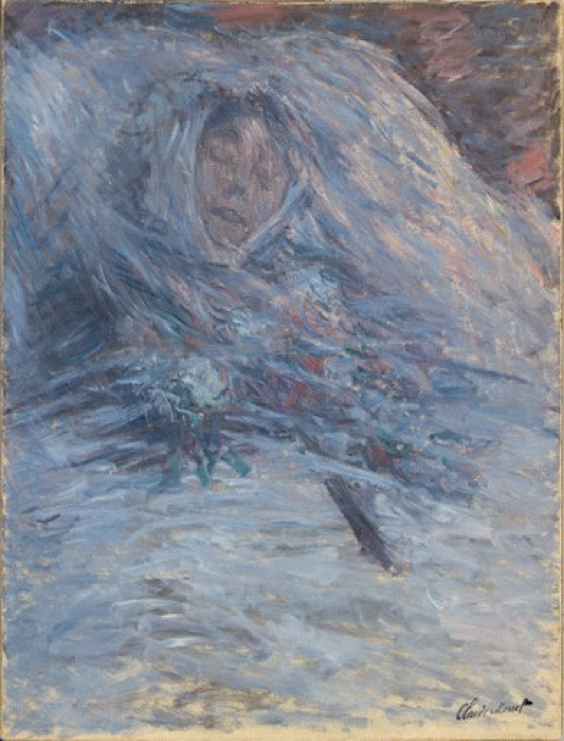
Claude Monet, La morte di Camille (1879); olio su tela, 90×68 cm, Parigi, Museo d'Orsay

Camille si spense il 5 settembre 1879 alle 10:30 del mattino: non aveva che trentadue anni. Per Monet fu un colpo terribile, poiché aveva perso la compagna di una vita, una donna alla quale voleva immensamente bene e con la quale aveva condiviso ogni gioia e dolore. «Un giorno, all'alba, mi sono trovato al capezzale del letto di una persona che mi era molto cara e che tale rimarrà sempre. I miei occhi erano rigidamente fissi sulle tragiche tempie e mi sorpresi a seguire la morte nelle ombre del colorito che essa depone sul volto con sfumature graduali»: con queste parole, strazianti, Monet descrisse il momento in cui comprese che la moglie era passata a miglior vita.
Il vuoto affettivo ed emotivo deflagrato dopo la morte di Camille fu colmato da Alice Hoschedé, con la quale Monet intraprese una relazione extraconiugale che venne ufficializzata solo nel 1892, un anno dopo la morte del marito della donna. Quello a Vétheuil, tuttavia, fu un soggiorno significativo non solo per i luttuosi eventi che lo segnarono, ma anche perché coincise con un momento in cui Monet visse in prima persona la crisi dell'Impressionismo e, immerso in un lavoro accanito e solitario, cominciò gradualmente ad allontanarsi dalle ricerche figurative dei suoi colleghi. Il periodo a Vétheuil, non a caso, costituisce il trait d'union cronologico tra la felice stagione creativa di Argenteuil e gli accordi finali di Giverny, cittadina presso la quale Monet si isolò definitivamente dal gruppo impressionista. Quest'ultimo, d'altronde, non poteva più contare né sul sostegno di Durand-Ruel – anch'egli tormentato da gravi difficoltà – né su quello di Zola, che ormai non mostrava più simpatia per pittori come Monet o Cézanne.

### Oltre l'Impressionismo
Nel frattempo, Monet cominciò a farsi sempre più irrequieto. Nell'inverno del 1883 si recò a Étretat, città la cui principale caratteristica morfologica è costituita dalle candide falesie che, con la loro solenne verticalità, sovrastano la placida distesa del mare. I ripetuti studi di queste «alte falesie caratterizzate dalla presenza di tre singolari aperture chiamate Porte», come le descrisse Guy de Maupassant, preannunciano tutte le serie pittoriche degli anni a venire: Monet, pur affascinato da un luogo tanto pittoresco, non intendeva tuttavia stabilirsi a Étretat, né desiderava proseguire la propria vita a Vétheuil. Come fare, allora?
Vi era, nella valle della Senna, alle porte del Vexin e della Normandia, un piccolo e tranquillo villaggio agricolo immerso nella quiete idilliaca della campagna, dove – per usare le parole dello stesso pittore – «la luce era unica: non si trova uguale in nessun'altra parte del mondo». Il nome di questo luogo era Giverny, ed è lì che Monet, insieme alla moglie e ai figli, si trasferì nel 1883. D'altronde, egli aveva spesso scorto questo pittoresco villaggio affacciandosi dal finestrino del treno che, partendo dalla stazione di Saint-Lazare, attraversava le campagne francesi fino ad Argenteuil.

### Bordighera

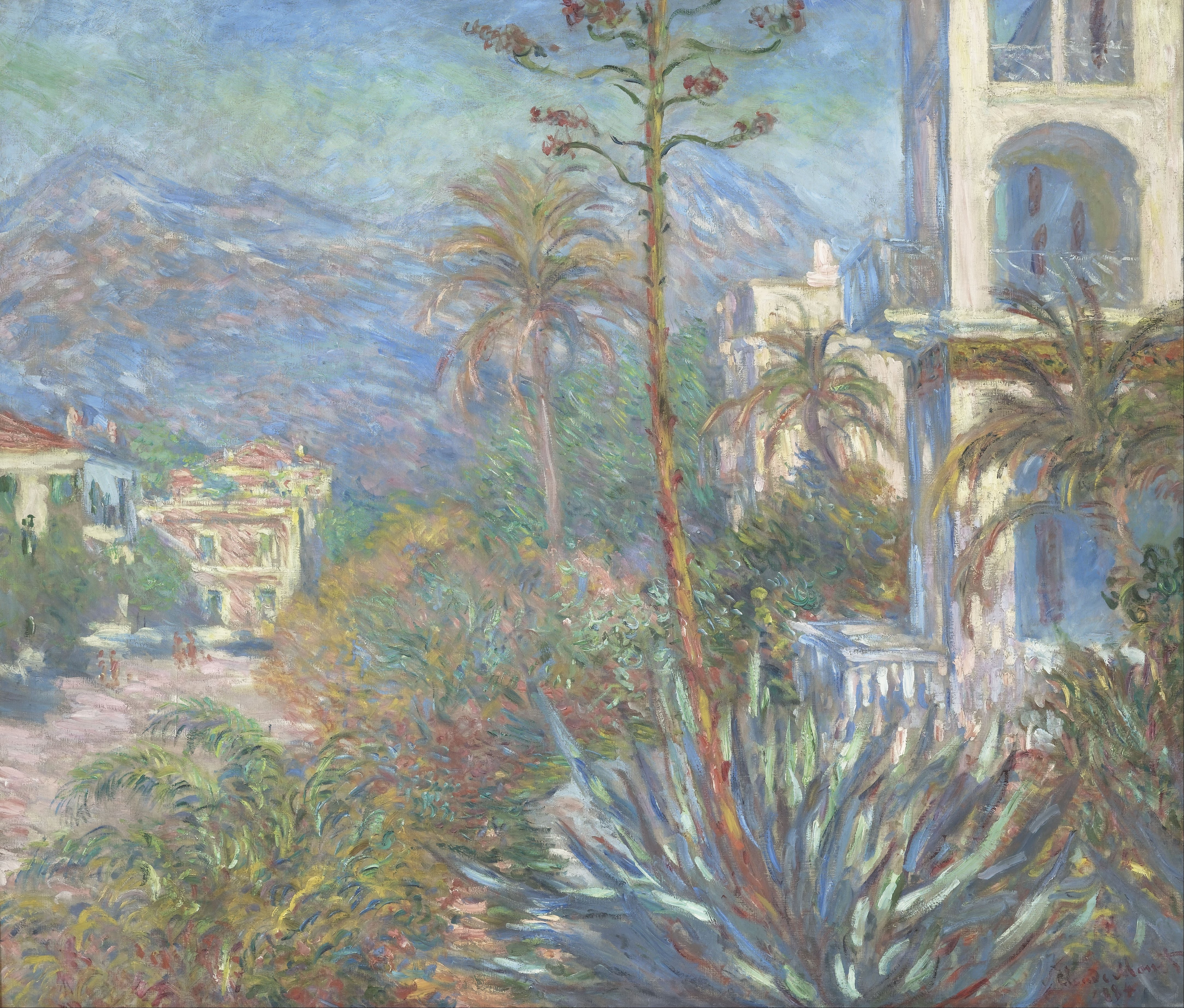
Claude Monet, Ville a Bordighera (1884); olio su tela, 115×130 cm, Parigi, museo d'Orsay

Questo trasferimento fu accompagnato da una rinnovata sete di nuovi stimoli pittorici e istanze culturali, da soddisfare solo con un viaggio in un luogo nuovo e tonificante, come la Costa Azzurra e la Liguria. Monet, d'altronde, non aveva mai visto il Mediterraneo se non durante il soggiorno algerino. La scelta cadde su Bordighera, uno dei più ameni e frequentati luoghi di villeggiatura della Riviera di Ponente, in Liguria. Compagno di viaggio fu Renoir. Il soggiorno risultò molto piacevole per entrambi: Renoir, infatti, diede finalmente avvio a un drastico mutamento stilistico che trovò espressione nella cosiddetta svolta aigre, mentre Monet rimase talmente stregato dalla vivace esuberanza del paesaggio italiano da decidere di farvi ritorno, da solo, nel gennaio 1884.
A conoscere questo progetto era solo Paul Durand-Ruel, cui Monet richiese il massimo riserbo: «Gentile Signor Durand-Ruel, voglio passare un mese a Bordighera, uno dei luoghi più belli che abbiamo visto durante il nostro viaggio. Da laggiù, nutro la speranza di portarvi tutta una serie di cose nuove. Perciò vi domando di non parlare a nessuno di questo proposito, non perché voglia fare un mistero, ma perché ci tengo a farlo da solo: come mi è stato piacevole fare il viaggio da turista con Renoir, così mi sarebbe imbarazzante farlo in due per lavorare. Ho sempre lavorato meglio nella solitudine e secondo le mie sole impressioni». Stabilitosi presso la pensione Anglaise, Monet rimase estasiato dalla luce e dai colori della Liguria: a rapirlo furono soprattutto i giardini del signor Moreno, un luogo «fantasmagorico» dove «tutte le piante dell’universo sembrano crescervi spontaneamente», in un tripudio naturalistico per lui insolito, popolato di ulivi, aranci, limoni, mandarini, palme e piante rare.
Di questi giorni fecondi, trascorsi nel tepore della luce mediterranea, il carteggio di Monet parla abbondantemente. Si riporta, a titolo esemplificativo, una lettera indirizzata alla compagna Alice:
(Claude Monet)
Il tempo sembrava volare in un luogo dove Monet poteva godere quotidianamente dell'amicizia del signor Moreno («è decisamente un uomo delizioso»), di un mare e di un cielo tinti di un blu profondissimo, di una vegetazione variopinta ed esuberante che gli offriva «fiori, arance, mandarini, limoni dolci che sono deliziosi a mangiarli», e di paesaggi che sembravano riproporre il mito del paradiso terrestre. Dolceacqua, un paesino medievale dell'entroterra ligure abbarbicato su uno sperone roccioso, affascinò profondamente Monet:

### Belle-Île e Antibes

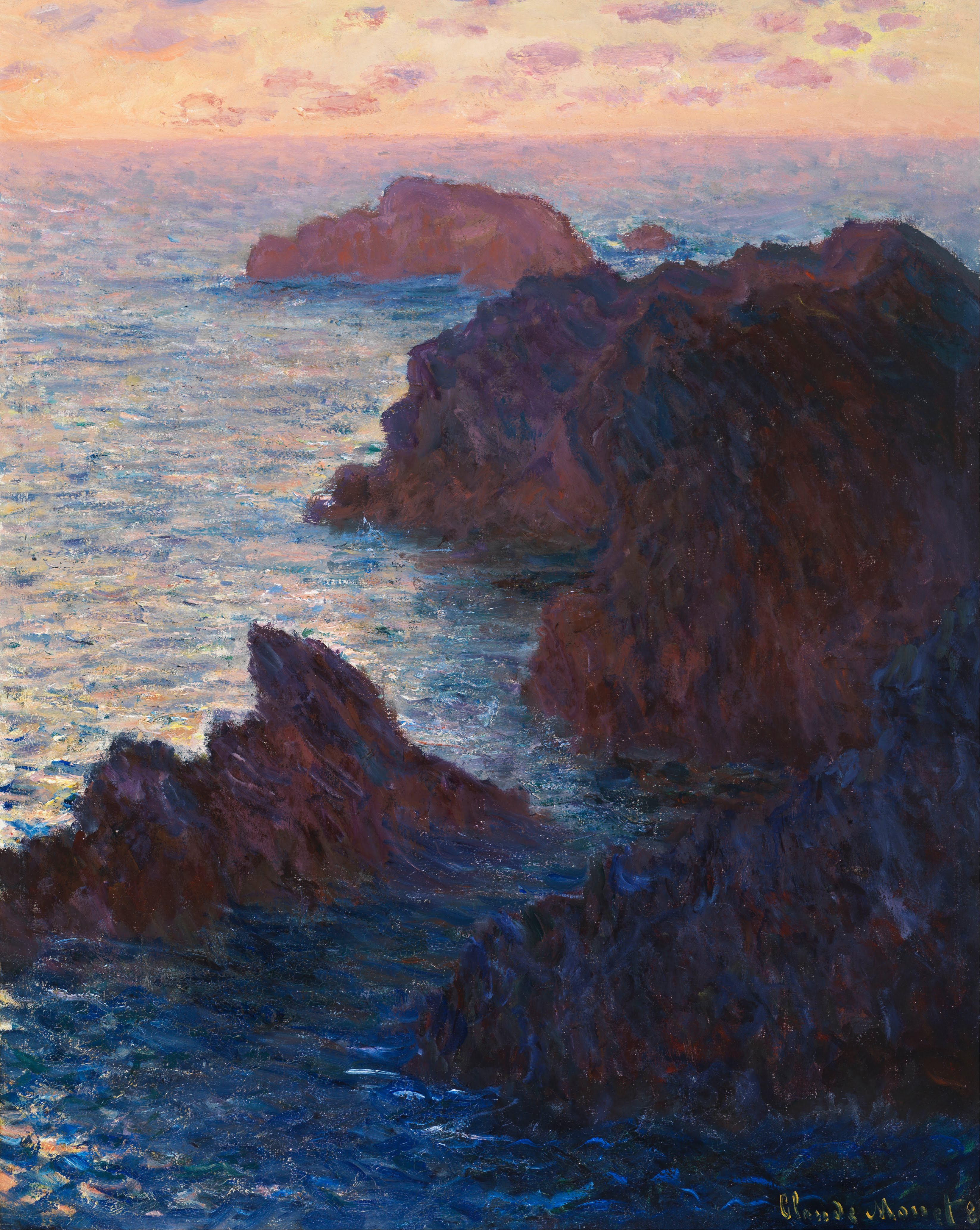
Claude Monet, Scogliere a Belle-Île (1886); olio su tela, 64,8×81,3 cm, Cincinnati, Cincinnati Art Museum

Il soggiorno a Bordighera fu di immenso giovamento per Monet che, beneficiando dei colori, della luce e del tepore del Mediterraneo, recuperò un entusiasmo che – considerati i dispiaceri degli anni passati – sembrava ormai perduto. Anche una volta ritornato a Giverny, egli seppe rivolgersi alla natura con un rinnovato vigore, percepibile persino nel suo epistolario, dove si legge: «Scopro ogni giorno motivi sempre più belli. C'è da uscirne pazzi, tanto sento il desiderio di fare tutto [...] la testa mi scoppia».
Anche Guy de Maupassant, che strinse amicizia con il pittore a Étretat nel settembre 1886, fu testimone di questa straordinaria foga creativa:
(Guy de Maupassant)
Furono questi anni straordinari, in cui Monet dipinse con fertile e sollecita attività. L'implacabile esigenza di trovare nuovi spunti pittorici lo spinse a viaggiare per tutta la Francia: nel settembre 1886 fu a Belle-Île-en-Mer, in Bretagna, dove poté dipingere le selvagge scogliere che si ergono dalle acque agitate, e dove conobbe Gustave Geffroy, destinato a diventare un suo fervente ammiratore.
Nel 1888, invece, si recò ad Antibes, nel sud della Francia, nel tentativo di riscoprire quella luce e quei colori che tanto lo avevano affascinato durante il soggiorno a Bordighera: «Dopo Belle-Île ci sarà qualcosa di dolce; qui non c'è che blu, rosa e oro [...] Ma quale difficoltà, buon Dio!» scrisse, divertito, al critico Théodore Duret. E a Geffroy rivelò: «Sgobbo e fatico enormemente, molto preoccupato di ciò che faccio. Qui tutto è così bello, chiaro e luminoso! Si galleggia nell'aria blu: è sconvolgente».
Ad Antibes, Monet era in ammirazione di una natura che gli appariva meravigliosamente esotica, con la luce del mar Mediterraneo, le palme e l'acqua blu: elementi che non mancò di raffigurare in un ricco ciclo di dipinti, destinati stavolta all'esposizione pubblica.

### «Viva Monet!»: il successo

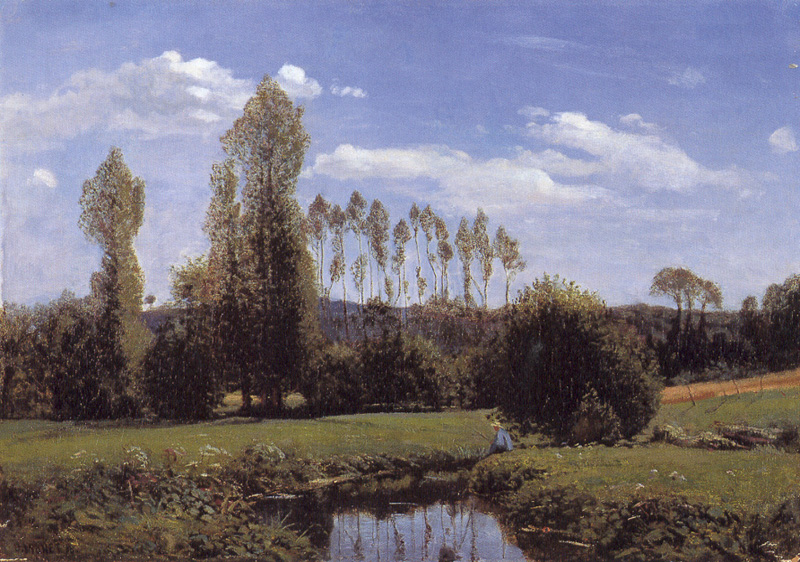
Veduta di Rouelles (1858); olio su tela, 46×65 cm, Kiev, Museo Bogdan e Varvara Chanenko

Nel 1889, tornato a Giverny e a Parigi, Monet volle sottrarsi alla tutela di Durand-Ruel, nel tentativo di farsi conoscere da un più ampio circuito di collezionisti, e si rivolse a Georges Petit. Questi – dopo aver consacrato la propria carriera all'arte ufficiale e alle pompose opere di Meissonier, Cabanel e Gérôme – decise di gettarsi sull'arte impressionista. Fu una scelta, per entrambi, vincente: in concomitanza con l'Esposizione Universale, Petit decise di riunire le tele più belle di Monet con i capolavori di Auguste Rodin, scultore celebrato e oberato di committenze, realizzando un'esposizione congiunta che decretò brillantemente la consacrazione pubblica dell'Impressionismo.
Certo, non mancarono tensioni, dovute soprattutto al carattere difficile di Rodin e alla perplessità di alcuni critici, ma l'esito complessivo della mostra fu riassunto nel giubilante grido del dottor de Bellio, pronunciato durante l'inaugurazione: «E ora lunga vita a Monet! Lunga vita a Rodin! Evviva Monet! Evviva Rodin! Hourrrrha!». Octave Mirbeau, assistendo all'evento e osservando sfilare davanti ai suoi occhi opere come Nevicata ad Argenteuil, Tramonto sulla Senna in inverno, Mare selvaggio e altre, lasciò un commento rimasto celebre:
Monet aveva vinto. Dopo anni di incomprensioni, diffidenze e privazioni, il pubblico cominciava finalmente a riconoscere, e soprattutto ad apprezzare, la rivoluzione estetica promossa dagli Impressionisti. Egli non era più visto come un ozioso imbrattatele, ma come un autentico caposcuola, capace di cantare la bellezza della modernità e di imporre un proprio modo di vedere il mondo e l'arte, costruito con virtù pittoriche umanamente cercate e conquistate con sforzo e dedizione.
Per sottolineare simbolicamente questo cambiamento, lo stesso Monet promosse una sottoscrizione pubblica finalizzata all'acquisto, dalla vedova di Manet, dell'Olympia – il quadro che, appena vent'anni prima, aveva suscitato uno scandalo clamoroso e che aveva poi dato impulso all'intera avventura impressionista. Il dipinto sarebbe stato donato al Louvre, non per sancire un'accettazione ufficiale, ma per affermarne l'universalità. Raccogliere il denaro non fu difficile e, superate le prudenze di un tempo, l'Olympia fu finalmente esposta in un museo. «Questa volta» commenta il critico Lemaire, «la battaglia si è veramente conclusa».

### L'idillio di Giverny: tra covoni, giardini e cattedrali

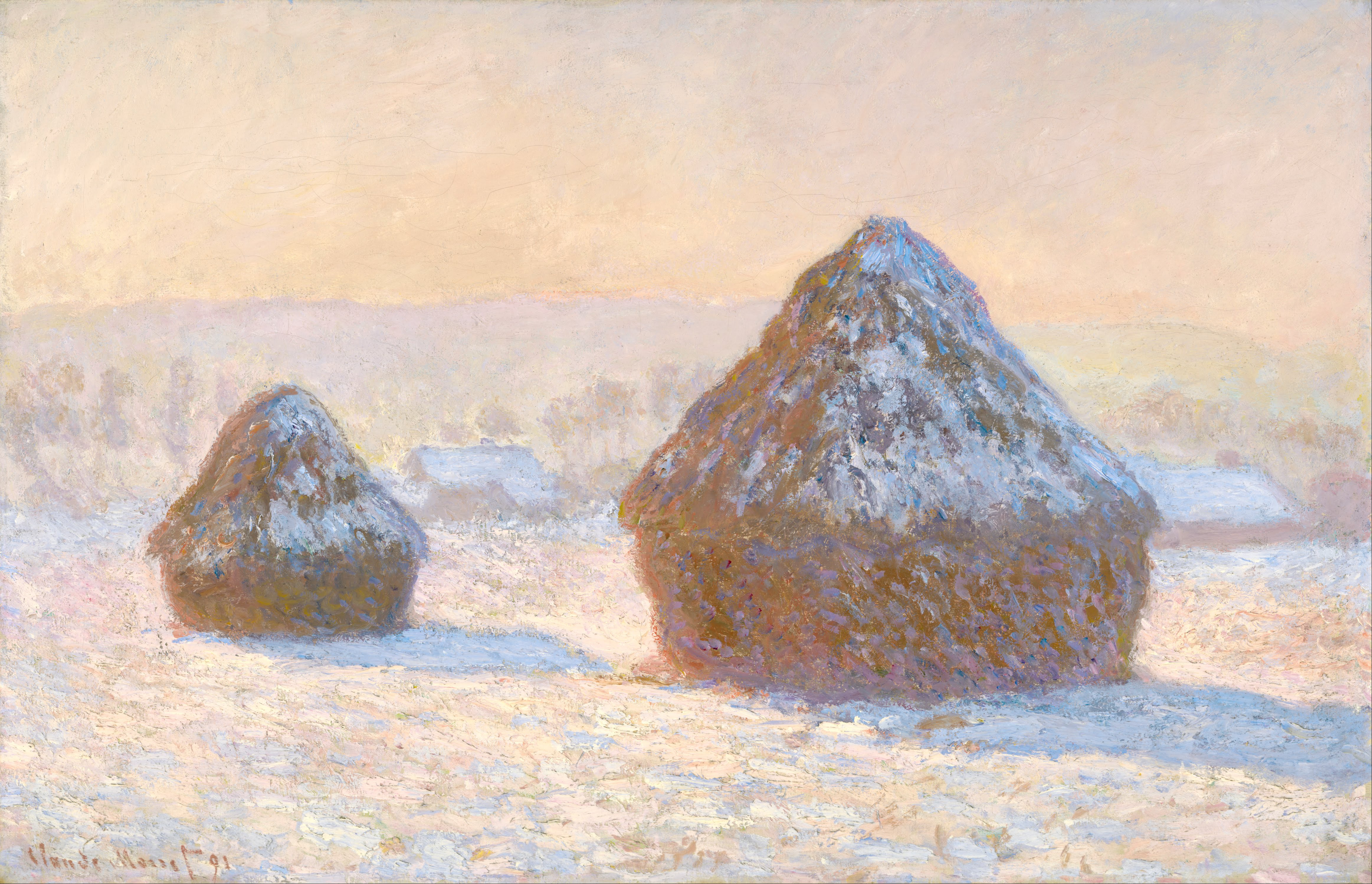
Claude Monet, Covoni di grano, effetto neve, mattina (1891); olio su tela, 64,8×99,7 cm, J. Paul Getty Museum, Los Angeles

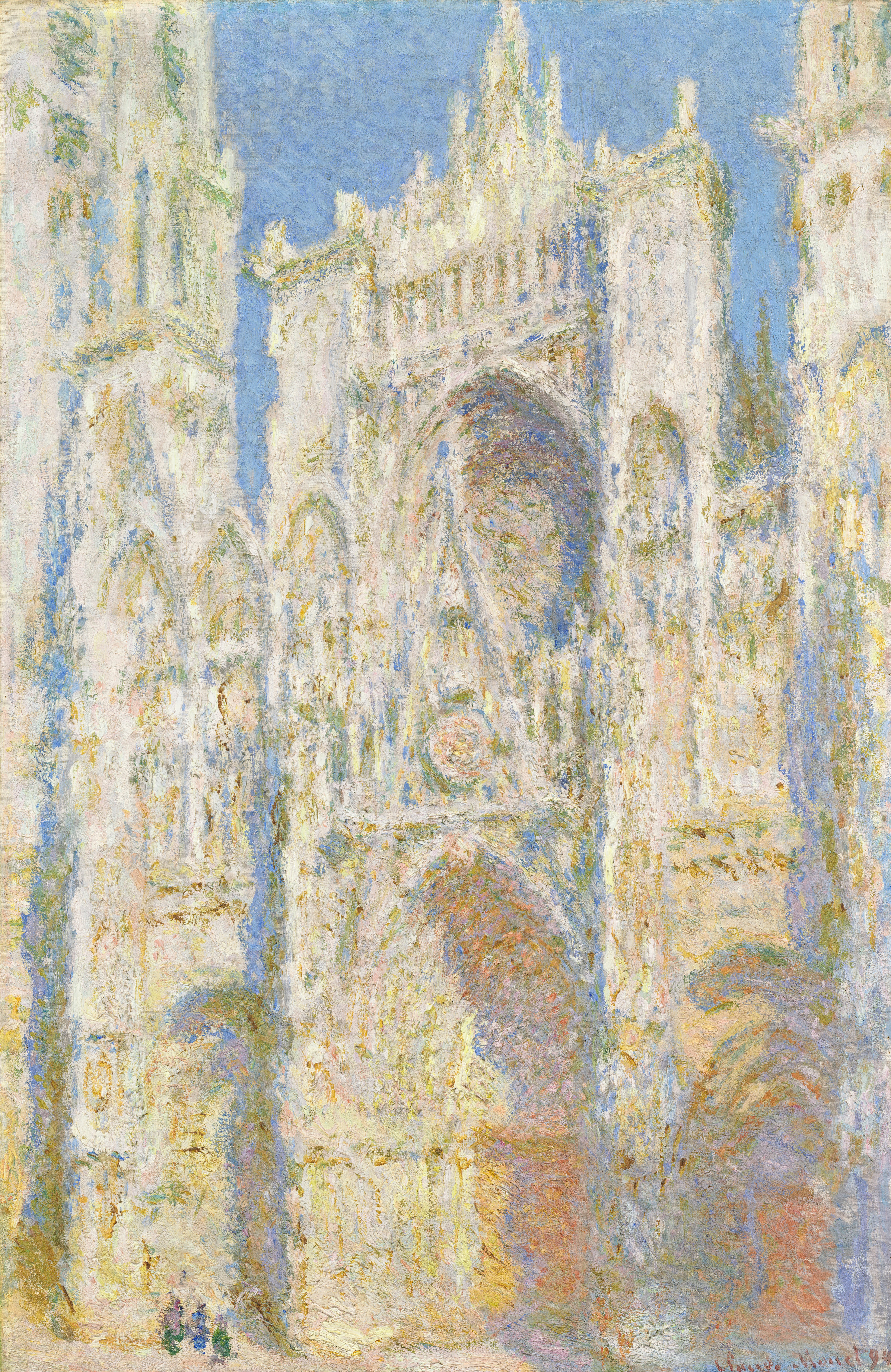
Claude Monet, Cattedrale di Rouen, facciata ovest, luce del sole (1894); olio su tela, 100×65,8, National Gallery of Art, Washington

Monet, dunque, dopo la mostra organizzata da Petit, poté finalmente godere del sostegno economico e morale di un pubblico ormai svincolato dalle pastoie della pittura accademica. La gloria, tuttavia, non offuscò né la sua umiltà né le sue ambizioni pittoriche, finalizzate a rendere «l'immediatezza, l'atmosfera soprattutto e la stessa luce diffusa ovunque». Volendo indagare in maniera sempre più accurata i problemi della luce e delle sensazioni di colore, dunque, Monet intraprese le cosiddette serie, nelle quali uno stesso soggetto viene ripreso in decine e decine di tele, in modo tale che l'unico elemento variabile sia proprio la luce: si trattava di una soluzione pittorica ottimale per dimostrare come la sola luce potesse generare percezioni visive sempre diverse e stimolanti. Lo stesso Monet racconta: «Dipingevo alcune macine che mi avevano colpito e che costituivano un magnifico gruppo, a due passi da qui. Un giorno mi accorgo che l'illuminazione è cambiata e dico a mia nuora: "Vada a casa a prendermi un'altra tela!"- Me la porta, ma poco dopo è nuovamente diversa: "Un'altra! E un'altra ancora!". Così lavoravo a ciascuna di esse solamente quando avevo l'effetto giusto [...] ecco tutto».
Monet ritrasse le macine ben quindici volte, in condizioni luministiche e atmosferiche talvolta radicalmente differenti. Quest'esperienza pittorica originale si ripeté in numerosi altri cicli, come la serie dei Pioppi, anch'essi rappresentati in ore e stagioni diverse. Dal 1889 al 1891, invece, si dedicò ai celebri Covoni, anch'essi scanditi secondo il mutare della luce e del tempo. Dal suo epistolario si coglie con quanta dedizione affrontasse queste fatiche: «Sgobbo molto, mi ostino su una serie di diversi effetti, ma in questo periodo il sole declina così rapidamente che non mi è possibile seguirlo [...] vedo che bisogna lavorare molto per riuscire a rendere quello che cerco: l'istantaneità, soprattutto l'involucro, la stessa luce diffusa ovunque, e più che mai le cose facili, venute di getto, mi disgustano». Sempre più indifferente al soggetto, Monet vedeva nella forma un mero veicolo per trasporre pittoricamente la sua ossessione per la luce e la sua irradiazione della luce. In tal senso, emblematiche risultano le Cattedrali di Rouen, dipinte in una molteplicità di condizioni luminose.
(Gustave Geffroy)

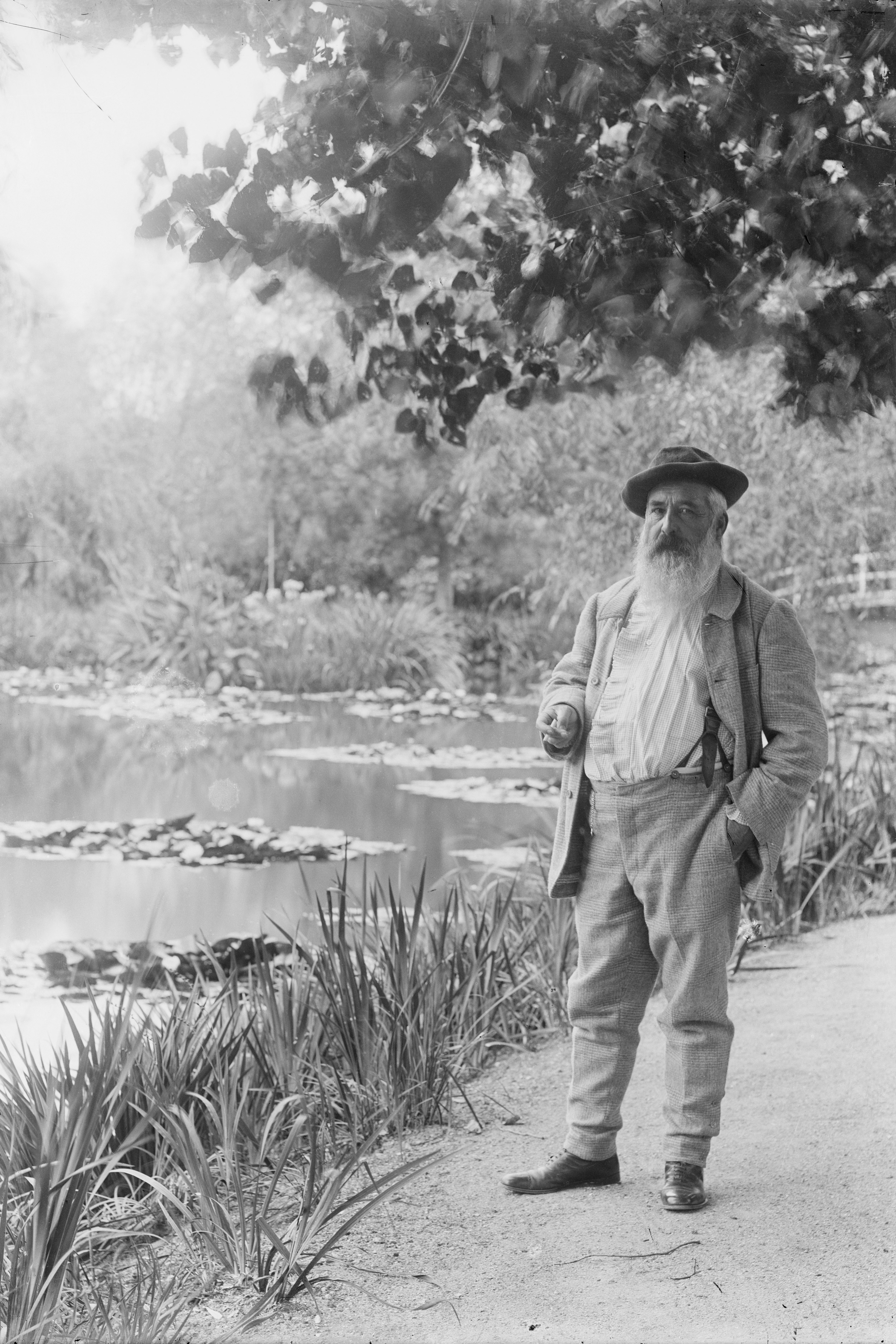
Monet nel suo giardino di Giverny.

Nel 1883, forte di una certa sicurezza economica, Monet poté infine acquistare il casolare di Giverny e realizzare il sogno di una vita: dedicarsi al giardinaggio e creare un sontuoso parco ornamentale attorno alla sua dimora. «Il giardinaggio è un'attività che ho imparato nella mia giovinezza, quando ero infelice. Forse devo ai fiori l'essere diventato un pittore», confessò una volta, consapevole del profondo legame tra natura e ispirazione artistica. Lavorando con tenacia e dedizione, tinse la casa di rosa e verde e, sul retro, diede vita al Clos Normand, un giardino che orchestra con mezzi floreali una vera e propria sinfonia di luce, arte e vita.
Percorrendo la rete di sentieri di questo hortus conclusus, ornati da archi metallici coperti di rose canine e gelsomini, Monet poteva ammirare la generosa varietà di essenze floreali: iris, papaveri orientali, verbene, peonie, rose, campanule, tulipani, narcisi e, infine, quelle che Marcel Proust definì «fiori sbocciati in cielo»: le ninfee. Sfruttando la tranquilla confluenza del fiume Epte nei pressi di Giverny, Monet creò uno stagno ornamentale che «delizi gli occhi» e gli offra nuovi «soggetti da dipingere». Questo specchio d'acqua, sovrastato da un suggestivo ponte di legno verde in stile giapponese, venne popolato da una vegetazione esuberante: peonie, glicini, bambù, cotogni, ciliegi ornamentali, ontani, tamerici, agrifogli, frassini, salici piangenti, cespugli di lamponi, agapanthus, lupini, rododendri, azalee e ciuffi d'erba della Pampa.
In questo microcosmo vegetale e acquatico, le ninfee bianche e rosa assunsero un ruolo centrale. Con il loro ondeggiare silenzioso sulla superficie dello stagno, conquistarono non solo il cuore di Monet, ma anche quello di Proust, che in Alla ricerca del tempo perduto ne offrì una descrizione lirica e suggestiva:

### Viaggiare, viaggiare, viaggiare
Il febbraio del 1895 vide Monet in Norvegia, paese dove viveva il figliastro Jacques Hoschedé e che offriva ai pittori condizioni luministiche particolarmente interessanti, soprattutto di inverno («Monet viene a dipingere il nostro inverno in tutta la sua luminosità e il suo splendore», annunciò trionfante il critico norvegese Andreas Auber). Giunto a Christiania (l'odierna Oslo) dopo un viaggio decisamente travagliato, Monet, descritto dai giornali locali come un «piccolo francese robusto ed elegante», si trasferì immediatamente presso Sandviken, alla ricerca di soggetti da immortalare con il suo pennello. Le sue aspettative non furono deluse: le vaste foreste boreali, i labirinti di fiordi, il Bjørnegård, lo stesso villaggio di Sandviken («sembra di essere in Giappone» commentò il pittore) sono tutti soggetti che compaiono nei quadri di questo periodo, pervasi da una melanconica dolcezza. «Oggi ho dipinto buona parte della giornata, sotto la neve che cade senza posa: avreste riso nel vedermi completamente bianco, con la barba piena di ghiaccioli a stalattite» scrisse a Geffroy in merito al suo soggiorno norvegese.

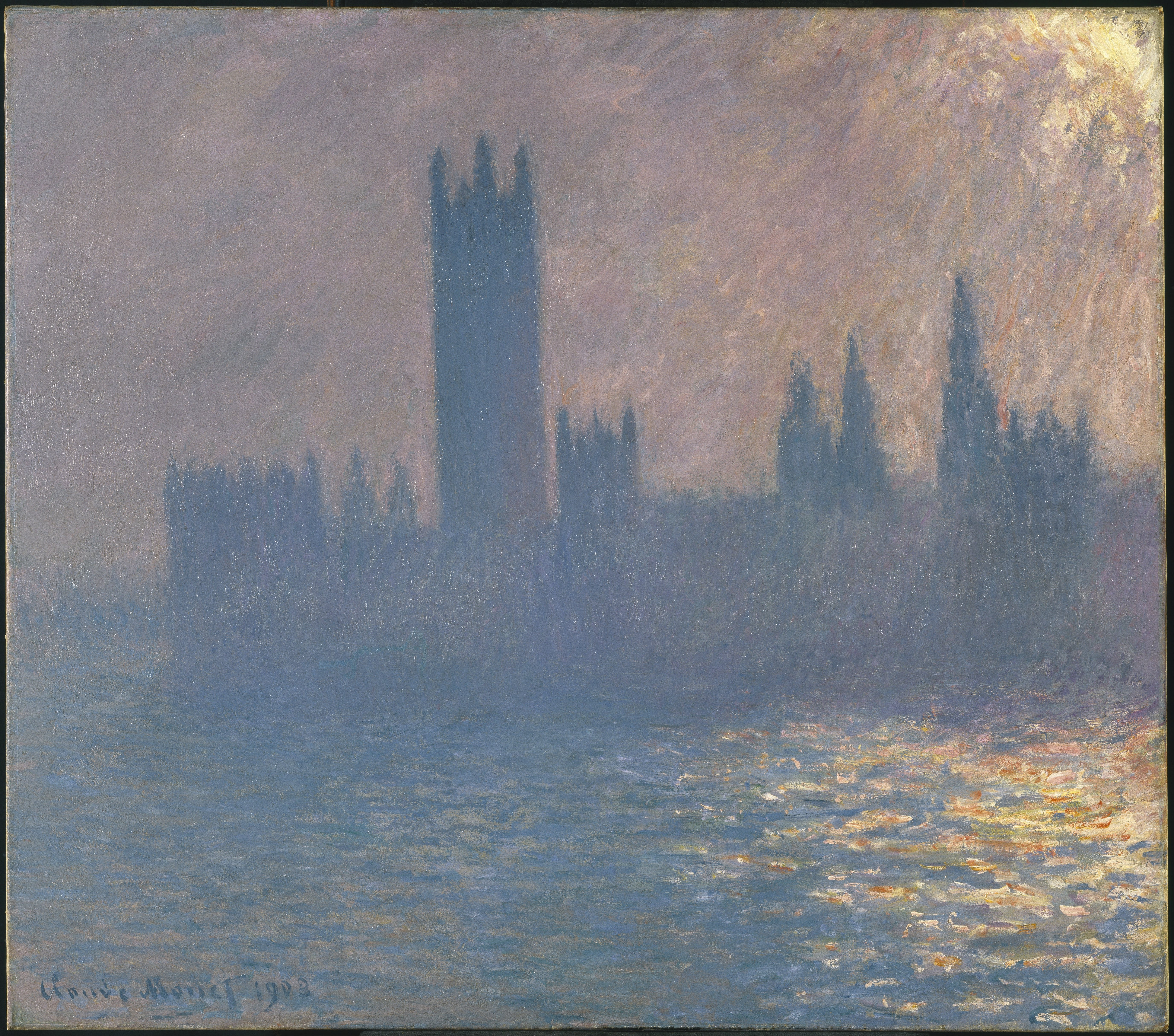
Claude Monet, Il palazzo del Parlamento, effetto sole (1903); olio su tela, Brooklyn Museum, New York, Stati Uniti

La morte di Berthe Morisot, illustre pittrice impressionista, colse Monet quando era ancora in Norvegia. Fu un lutto che lo fece soffrire molto, e che sembrava suggellare in maniera salda e definitiva il tramonto dell'Impressionismo: non fu un caso, dunque, se Monet nel 1896 decise di recarsi in quei luoghi che furono teatro del suo esordio pittorico, ovverosia Dieppe e Pourville. Questo ritorno alle radici accese in maniera impressionante il suo entusiasmo, leggermente affievolitosi negli anni precedenti sotto il peso di un lungo trentennio di attività. I quadri realizzati durante questo soggiorno non soddisfecero pienamente Monet che, tuttavia, dopo avere finalmente assaporato le emozioni di un tempo, tornò a Giverny con un rinnovato ardore. Egli, d'altronde, andava procurandosi una fama sempre più grande, che si consolidò definitivamente nel giugno 1898 con le due mostre svoltesi sotto l'egida di Georges Petit e di Durand-Ruel. Il maestro era richiesto a Berlino, Bruxelles, Venezia, Stoccolma e persino negli Stati Uniti d'America: i suoi dipinti ora valevano migliaia e migliaia di franchi e procuravano al loro autore fortune cinematografiche.
Gli inizi del nuovo secolo, il Novecento, videro Monet a Londra, città dove viveva il figlio Michel e che risultava particolarmente di suo gradimento per via di quella nebbia caliginosa che avvolgeva in modo soffuso le sue strade e i suoi monumenti. Vi si recò ben tre volte, nel 1899, nel 1900 e nel 1901: nei quadri risalenti a questi anni sono presenti monumenti e infrastrutture celebri - si pensi ai ponti di Charing Cross e di Waterloo e, soprattutto, al palazzo di Westminster - che, tuttavia, non rivelano il dinamismo di una metropoli in pieno sviluppo, bensì restituiscono immagini malinconiche, avvolte in un silenzio che sembra volere pietrificare per sempre gli spazi urbani della Greater London. Le sue Vedute del Tamigi, una volta esposte in Francia, riscossero in effetti un brillante successo per via della loro capacità di cogliere gli effetti contrastanti «dell'incubo, del sogno, del mistero, dell'incendio, della fornace, del caos, dei giardini galleggianti, dell'invisibile, dell'irreale [...] di quella prodigiosa città», come ebbe modo di osservare Octave Mirbeau nella presentazione del catalogo.

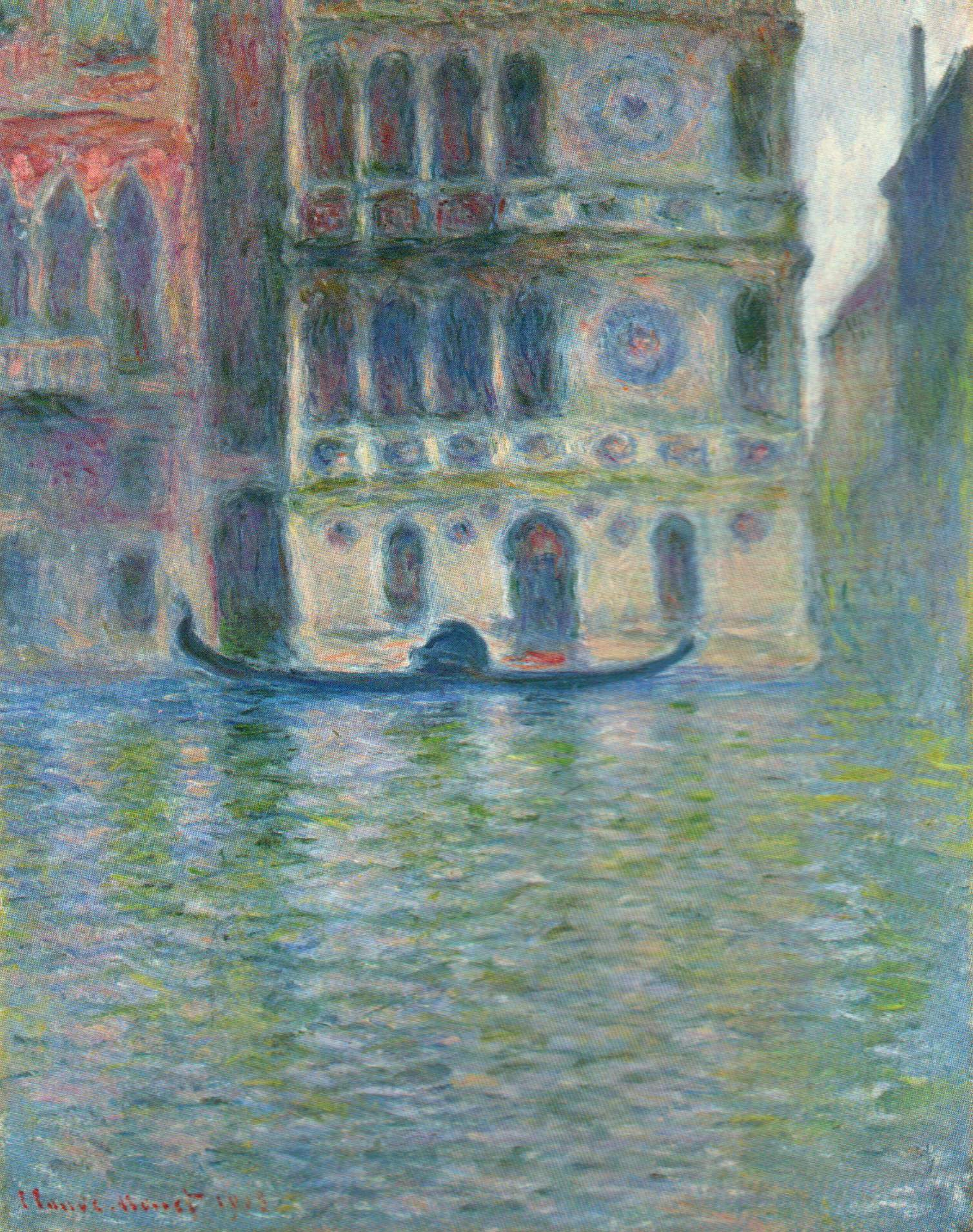
Claude Monet, Palazzo Dario, Venezia (1908); olio su tela, 92,3x73,6 cm, museo nazionale del Galles

Il grande viaggio che concluse i peregrinaggi europei di Monet fu effettuato a Venezia, in Italia, nel 1908. Stabilitosi presso il palazzo Barbaro e poi al Grand Hotel Britannia, Monet si trattenne nella città dei dogi per ben due mesi, dal settembre al novembre 1908: si disse subito «stregato dall'incantesimo di Venezia», città che palpitava di una vibrante scena artistica, architettonica, e soprattutto luministica, considerato il rifrangersi della luce sulle acque della laguna. Monet trovò subito congeniale l'atmosfera catalizzata dalla città con le sue ricerche pittoriche:
(Claude Monet)

### Ultimi anni

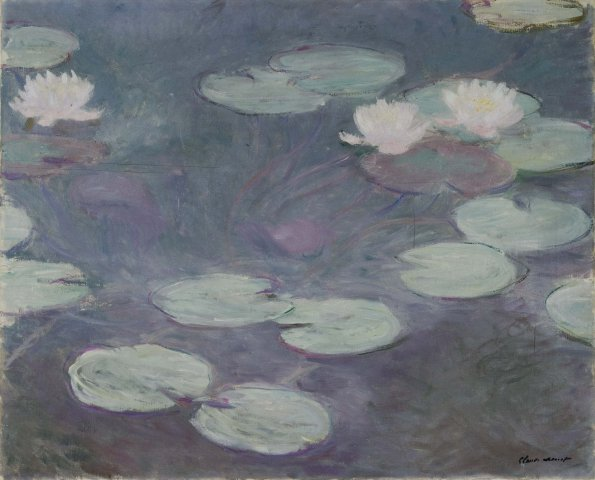
Claude Monet, Ninfee (1890-1899); olio su tela, 81x100 cm, Galleria Nazionale d'Arte Moderna, Roma

Il 19 maggio 1911 morì la moglie Alice. Il 1º febbraio 1914 Monet perse anche il figlio Jean - l'altro figlio, Michel, morirà in un incidente d'auto nel 1966. La sua quiete famigliare, dunque, si frantumò con questi due lutti. Per fortuna, però, Monet poté godere della compagnia della figlioletta Blanche, la quale andò ad abitare insieme a lui a Giverny, dove egli disponeva finalmente di un nuovo, più grande studio, adatto a contenere i grandi pannelli con la rappresentazione delle ninfee del suo giardino.
Tornato da Venezia, in effetti, Monet non lasciò mai più il suo giardino, tanto che trascorse gli anni della vecchiaia dipingendo incessantemente specchi d'acqua costellati da ninfee. «Lavoro tutto il giorno a queste tele, me le passano una dopo l'altra. Nell'atmosfera riappare un colore che avevo scoperto ieri e abbozzato su una delle tele. Immediatamente il dipinto mi viene dato e cerco il più rapidamente possibile di fissare in modo definitivo la visione, ma di solito essa scompare rapidamente per lasciare il suo posto a un altro colore già registrato qualche giorno prima in un altro studio, che mi viene subito posto innanzi; e si continua così tutto il giorno».

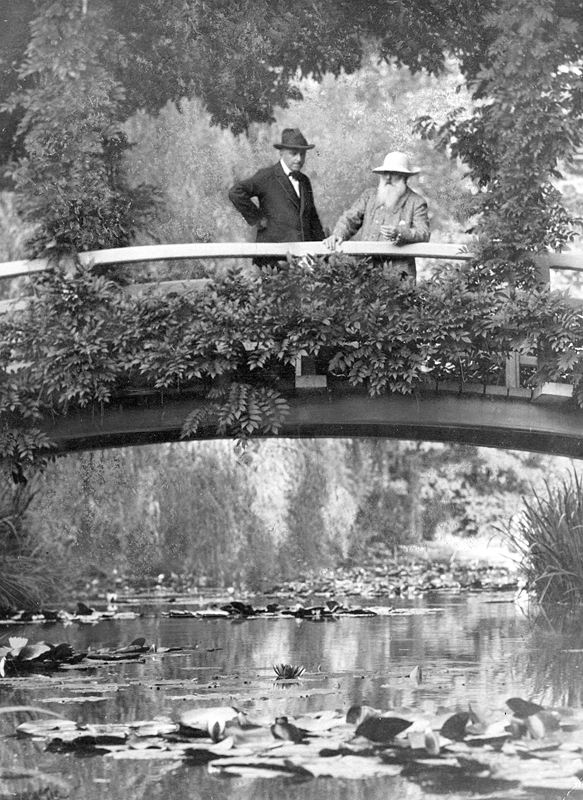
Claude Monet (a destra) con un visitatore, colti sul ponte giapponese del giardino di Giverny

Non vi è sorpresa, dunque, se nel 1920 Monet offrì allo Stato francese dodici grandi tele di Ninfee, lunga ciascuna circa quattro metri, le quali verranno sistemate nel 1927 in due sale ovali dell'Orangerie delle Tuileries; altre tele di analogo soggetto saranno raccolte nel Musée Marmottan. «Non dormo più per colpa loro - scrisse il pittore nel 1925 - di notte sono continuamente ossessionato da ciò che sto cercando di realizzare. Mi alzo la mattina rotto di fatica [...] dipingere è così difficile e torturante. L'autunno scorso ho bruciato sei tele insieme con le foglie morte del giardino. Ce n'è abbastanza per disperarsi. Ma non vorrei morire prima di avere detto tutto quel che avevo da dire; o almeno avere tentato. E i miei giorni sono contati».

Già affetto da cataratta bilaterale che per la prima volta gli fu diagnosticata nel 1912 questa malattia progressivamente impedì al pittore di percepire i colori con la stessa intensità di prima: l'occhio sinistro perdeva acutezza e il destro reagiva soltanto agli stimoli luminosi. Nell'estate del 1922, ormai quasi cieco, Monet è costretto a smettere di dipingere. Spinto da Georges Clemenceau, Monet si sottoporrà a intervento di rimozione del cristallino nel gennaio del 1923, all'età di 82 anni. In seguito a tale intervento recuperò gradualmente l'uso dell'occhio destro, ma con alcune conseguenze: l'intervento ridusse la visione opaca dovuta alla cataratta, ma al contempo diminuì anche il ruolo di filtro svolto dal cristallino. Di conseguenza la retina reagiva molto di più alla luce solare e questo lo portava a soffrire di frequenti abbagliamenti e di una visione bluastra. Con l'utilizzo di occhiali con lenti colorate, prescritti dal dottor Jacques Mawas, la sintomatologia si attenuò. Gli occhiali messi a punto da Mawas, infatti, avevano la lente sinistra opaca per evitare la visione doppia, e la destra, corrispondente all'occhio operato, era convessa e leggermente colorata. In questo modo si rettificava la visione dei colori e si attenuava la sensazione di abbagliamento che affliggeva Monet. Tuttavia il proprio modo di dipingere  cambiò notevolmente, in special modo in relazione all'utilizzo dei colori stessi. Egli infatti dipingendo il Viale delle Rose (1920-1922) disse:
Il ponte giapponese, nelle versioni del 1924 al Musée Marmottan, o La casa dell'artista, dello stesso anno, sono opere ormai astratte, che vengono giustificate non solo da uno specifico programma artistico ma dalla stessa malattia agli occhi che gli impediva di riconoscere l'effettiva tonalità dei colori: scriveva lo stesso Monet: « [...] i colori non avevano più la stessa intensità per me; non dipingevo più gli effetti di luce con la stessa precisione. Le tonalità del rosso cominciavano a sembrare fangose, i rosa diventavano sempre più pallidi e non riuscivo più a captare i toni intermedi o quelli più profondi [...] Cominciai pian piano a mettermi alla prova con innumerevoli schizzi che mi portarono alla convinzione che lo studio della luce naturale non mi era più possibile ma d'altra parte mi rassicurarono dimostrandomi che, anche se minime variazioni di tonalità e delicate sfumature di colore non rientravano più nelle mie possibilità, ci vedevo ancora con la stessa chiarezza quando si trattava di colori vivaci, isolati all'interno di una massa di tonalità scure».
Nel giugno del 1926 gli venne diagnosticato un carcinoma del polmone e il 5 dicembre morì: ai funerali partecipò tutta la popolazione di Giverny. Quello stesso anno aveva scritto di avere avuto «il solo merito di avere dipinto direttamente di fronte alla natura, cercando di rendere le mie impressioni davanti agli effetti più fuggevoli, e sono desolato di essere stato la causa del nome dato a un gruppo, la maggior parte del quale non aveva nulla di impressionista».

## Stile

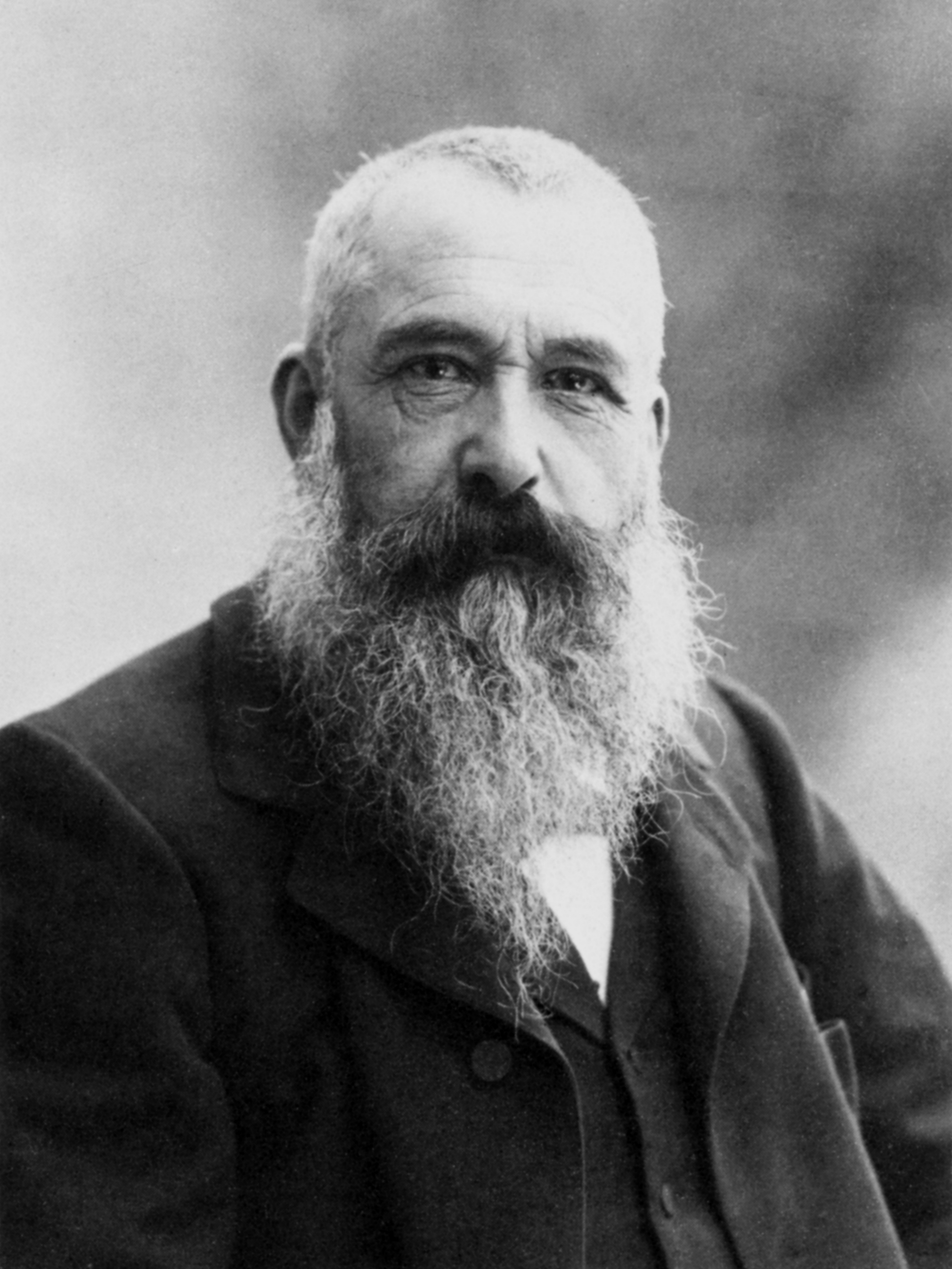
Claude Monet in una fotografia di Nadar, grande ritrattista del XIX secolo

Claude Monet è stato il sostenitore più convinto e instancabile del «metodo impressionista» che vide già riassunto in nuce nelle opere dell'amico Manet. Per comprendere appieno la carica rivoluzionaria della figura di Monet, tuttavia, è necessario calarla con precisione nell'ambiente storico e artistico francese della seconda metà dell'Ottocento. La Francia della seconda metà del XIX secolo era una nazione viva, moderna, ricca di magnificenze e di contraddizioni, che in seguito all'offensiva prussiana del 1870 aveva conosciuto un impetuoso sviluppo economico e sociale che, tuttavia, aveva inizialmente mancato di investire le arti figurative.
Allo scoccare della seconda metà del secolo, infatti, i pittori francesi continuavano a osservare scrupolosamente le norme tradizionali dell'autorevole art pompier, la quale tendeva inesorabilmente a un esasperato classicismo, non solo nella contenutistica ma anche nella forma. Artisti come Alexandre Cabanel o William Bouguereau, infatti, continuavano a ripercorrere in maniera acritica i sentieri accademici, dando vita a immagini uniformi, stereotipate, ripetitive, prive di elementi di interesse: come giustamente osservò Leo Steinberg gli araldi dell'art pompier avevano «la presunzione di creare un’arte vivente con impulsi già da molto morti e mummificati». Impulsi, vale la pena ricordarlo, che descrivevano le figure e gli oggetti in maniera industriosamente meticolosa, a tal punto da riuscire a mettere a fuoco ogni minimo dettaglio: si otteneva, come risultato, un'immagine talmente levigata da sembrare quasi «laccata». Monet, tuttavia, non si riconosceva nelle forme fossilizzate dell'arte ufficiale e, in questo momento cruciale dell'arte mondiale, negò il sistema di valori che nutriva le celebrità dei Salon. La prassi accademica, secondo il giudizio di Monet, rappresentava la realtà sensibile in modo obsoleto, arido: è a partire da questa constatazione, e nel segno di una resa del mondo circostante più autentica e vigorosa, che si innesta la «missione pittorica» di Monet, particolarmente innovativa sia sul piano tecnico sia su quello tematico.

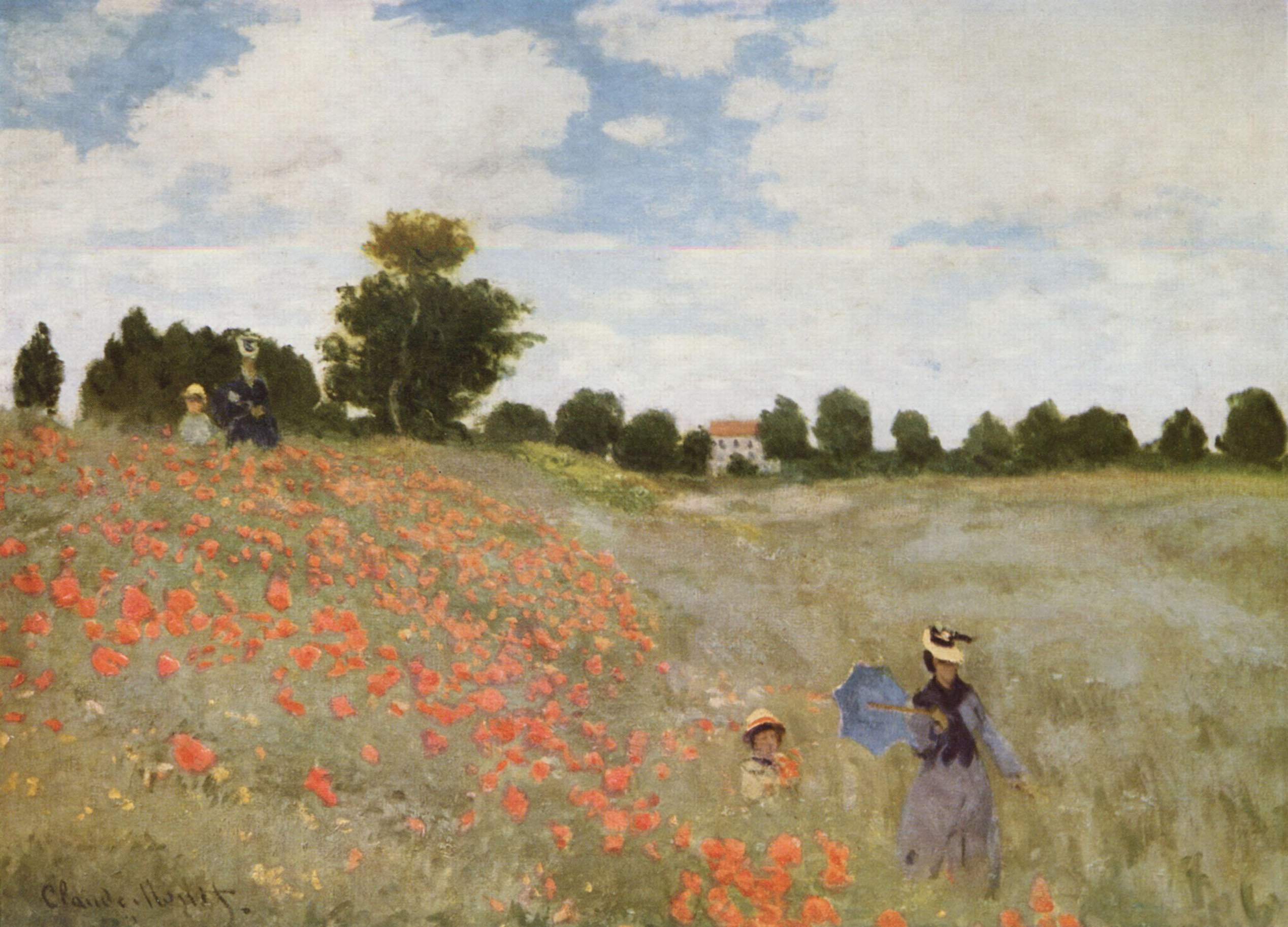
Claude Monet, I papaveri (1873); olio su tela, 50×65 cm, museo d'Orsay, Parigi

Le premesse che hanno consentito la nascita e lo sviluppo dell'arte monetiana sono dunque da ricercarsi nella rivolta all'accademismo e nella volontà tutta positivista di ripristinare il senso del vero. La scienza, infatti, nella seconda metà dell'Ottocento stava vivendo una fase di grande splendore, ed era pervenuta grazie all'esame obiettivo dei fatti empirici a scoperte che influirono non poco sulla poetica impressionista adottata da Monet. Si notò, innanzitutto, che tutte le nostre percezioni visive avvengono grazie alla luce e ai colori, i quali - dopo essere sottoposti opportunamente a una rielaborazione cerebrale - ci fanno intuire la forma dell'oggetto osservato e le sue coordinate spaziali. Forma e spazio, nonostante la loro condizione di subordinazione alla luce e ai colori, erano tuttavia i protagonisti indiscussi dell'arte accademica, che per elaborare immagini analoghe a quelle date dalla visione diretta si serviva di espedienti come la prospettiva e il chiaroscuro.

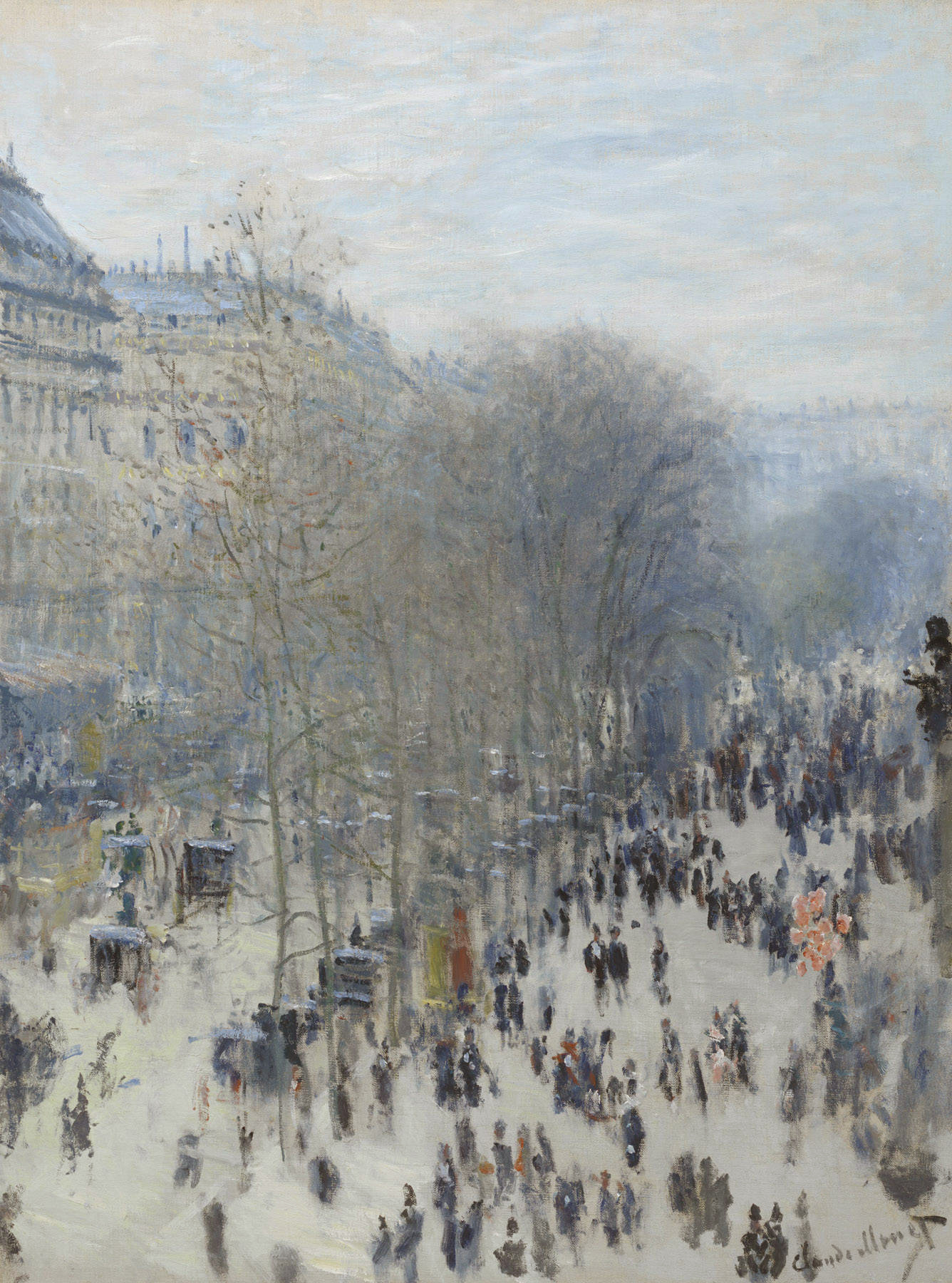
Claude Monet, Boulevard des Capucines (1873-74); olio su tela, 80,3x60,3 cm, Nelson-Atkins Museum of Art, Kansas City, Stati Uniti

Questo atteggiamento non era affatto condiviso da Monet, il quale - in virtù del già ricordato primato della luce e dei colori - nei propri dipinti abolì in maniera completa e definitiva la prospettiva geometrica. Egli, infatti, amava rapportarsi alla natura - l'unica fonte della sua ispirazione - senza precostituite impalcature mentali, abbandonandosi all'istinto della visione che, quando è immediata, ignora il rilievo e il chiaroscuro degli oggetti, che sono invece il risultato dell'applicazione al disegno di scuola. Da qui la volontà del pittore di liberarsi dalla schiavitù del reticolo prospettico, che «immobilizza» gli spazi in maniera statica e idealizzata, e di cogliere la realtà fenomenica con maggiore spontaneità e freschezza.
Nei quadri monetiani, dunque, la natura si offre in maniera immediata agli occhi dell'osservatore: questa, tuttavia, fu una scelta gravida di conseguenze. Se, infatti, i nostri organi visivi registrano in maniera oggettiva tutti i dettagli sui quali ci soffermiamo, è pur vero che il nostro intelletto scarta il superfluo e, con un'operazione di sintesi, mantiene solo l'essenziale, in maniera del tutto analoga a «quando, terminata la lettura di un libro, noi ne abbiamo compreso il significato, senza per questo ricordarne dettagliatamente tutte le parole che lo compongono» (Piero Adorno). A partire da queste premesse Monet approda non a uno stile liscio e attento ai dettagli come quello accademico, bensì a una pittura priva di forma disegnativa, vibrante, quasi evocativa, finalizzata con la sua indefinitezza a cogliere l'impressione pura. All'affermarsi delle teorie di Monet, non a caso, non era affatto estranea la fotografia, procedimento che produceva immagini impeccabili per la loro precisione: grazie a questa clamorosa invenzione il pittore poté legittimare la non-documentarietà delle proprie opere, le quali erano finalizzate piuttosto a cogliere l'impressione che determinati dati oggettivi suscitavano nella sua soggettività.

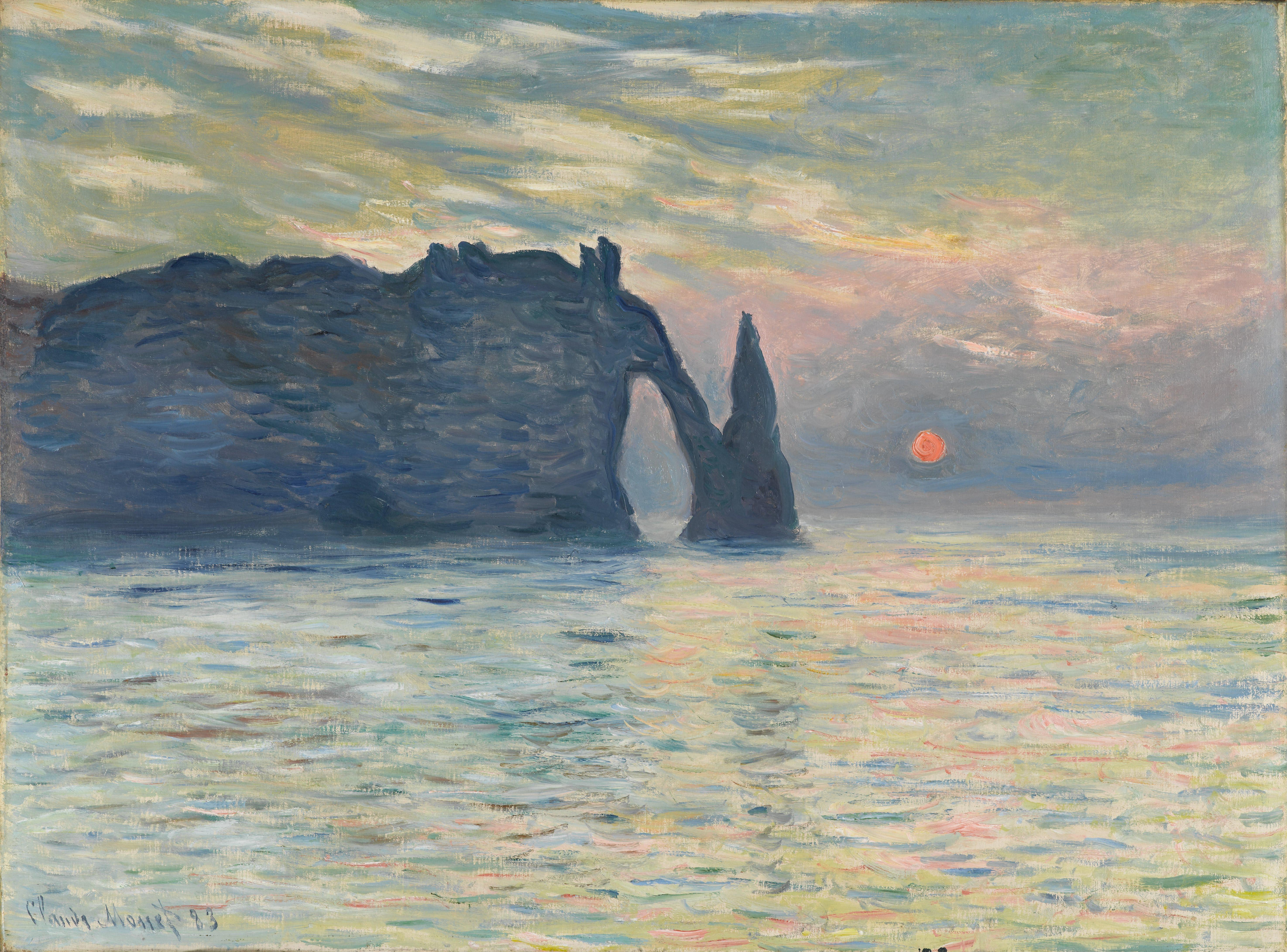
Claude Monet, Étretat, tramonto (1883); olio su tela, 60,5x81,8 cm, North Carolina Museum of Art, Raleigh, Stati Uniti

Come già detto Monet persegue questa tecnica suggellando il definitivo trionfo pittorico del colore e della luce. Anche questa volta fondamentale è il ricorso alle ricerche scientifiche effettuate in quel periodo nel campo della cromatica. Era stato infatti osservato che i tre colori a cui sono sensibili i coni dell'occhio umano, ovvero il rosso, il verde e il blu, se combinati in quantità equilibrate danno vita a un fascio luminoso bianco. Sempre gli studi e gli esperimenti ottici dell'epoca, poi, notarono come il colore non fosse inerente agli oggetti, che al contrario si limitano a riflettere alcune particolari lunghezze d'onda, interpretate dal cervello come colore, per l'appunto: ecco, allora, che una mela rossa assorbe tutte le lunghezze d'onda, tranne quella relativa al colore rosso.
È per questo motivo che, sovrapponendo gradualmente più colori diversi, questi perderanno gradualmente la loro luminosità, fino a degradare nel nero. Da queste ricerche scientifiche Monet desunse una serie considerevole di peculiarità stilistiche: egli, infatti, evitò sempre di utilizzare i bianchi e i neri, i quali come si è appena appurato sono una sorta di «non-colori», e arrivò persino a teorizzare l'esistenza delle «ombre colorate», proprio perché le tinte in un dipinto subiscono l'influenza di quelle vicine seguendo concatenamenti continui (i colori che tingono un oggetto esposto al sole, dunque, si imprimono nell'ombra da esso proiettata, che pertanto non sarà mai completamente nera, come d'altronde si è già visto). Egli, poi, utilizzò sempre colori puri, evitando di contaminarli con i chiaroscuri artificiali (più colori si miscelano e si sovrappongono, si è visto, meno luce riflette il dipinto). È per questo motivo che nei quadri monetiani i colori sono dissolti in una luce intensissima, quasi abbagliante.

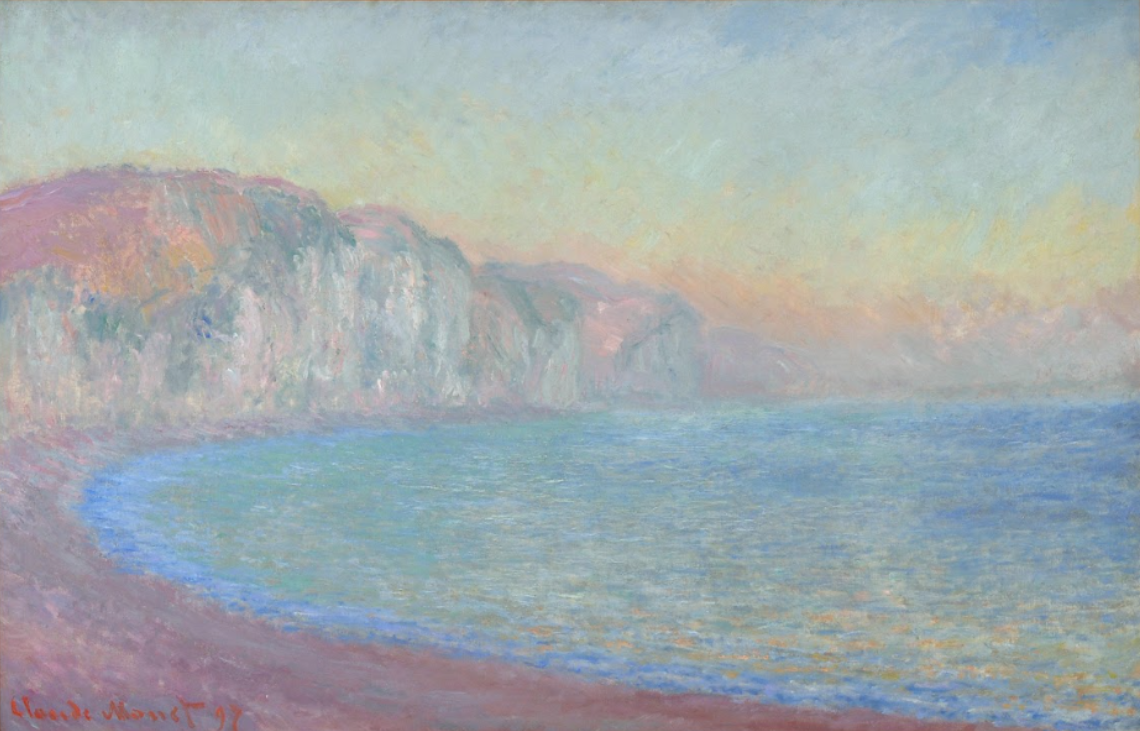
Falaises a Pourville, soleil levant (1897) uno dei rari Monet visibili in italia. Conservato alla Fondazione Magnani-Rocca (Parma)

Ma quali sono le caratteristiche della luce inseguita da Monet? Innanzitutto è naturale: Monet, infatti, dipingeva en plein air, non nel chiuso amorfo degli atelier bensì all'aria aperta, immergendosi nella vegetazione di un boschetto o nella folla brulicante di un boulevard parigino e subendone direttamente l'influsso. Il pittore, d'altronde, non poteva certo ricorrere alla luce artificiale, siccome solo i baleni del Sole riuscivano a offrirgli quella brillantezza che egli intendeva cristallizzare nei propri dipinti. Particolarmente eloquente, in tal senso, la risposta che Monet diede al giornalista Émile Taboureux quando questi gli chiese di entrare nel suo atelier: «Mon atelier! Mais je n'ai jamais eu d'atelier, moi, et je ne comprends pas qu'on s'enferme dans une chambre» e poi, indicando con un gesto solenne la Senna, il cielo e il villaggio di Vétheuil, «Voilà mon atelier».
La natura, insomma, con la pratica del plein air - saggiata, a onor del vero, già da Constable e dai pittori di Barbizon, ma finalmente impiegata in tutte le sue potenzialità - venne assunta da Monet come punto di partenza per decodificare la realtà: se ciò, dopo la rivoluzione impressionista, potrebbe sembrare quasi banale, all'epoca era assolutamente innovativo, siccome Monet fu tra i primi ad approfondire le potenzialità intrinsecamente connesse con l'atto della visione (e non è un caso se Cézanne, pieno di deferenza verso il maestro, una volta esclamò: «Claude Monet non è un occhio, ma [...] che occhio!»). La pratica del plein air, poi, obbligava Monet a una rapidità d'esecuzione particolarmente spiccata: ciò, tuttavia, era perfettamente compatibile con il suo credo pittorico, finalizzato come si è già accennato a cogliere le impressioni fuggevolissime e irripetibili. Monet, infatti, concepisce la realtà come un flusso perenne dove tutto si anima in «un incessante e fantastico divenire» senza pietrificarsi in «uno stato definitivo e acquisito» (Cricco, di Teodoro): il compito del pittore, dunque, sarà quello di cogliere con il suo pennello l'attimo fuggente, quel momento transeunte che passa e non torna più. Da qui nasce l'ammirazione di Monet per quei soggetti perennemente in movimento, come gli specchi d'acqua, che a seconda delle condizioni del colore, della luce, dei riflessi sovrastanti e della disposizione delle increspature forniscono stimoli pittorici inesauribili. Soggetti, dunque, in opposizione a ciò che è stabile, a ciò che dura: le pennellate di Monet, pertanto, non saranno fluide e ben definite come quelle accademiche, bensì saranno veloci e sintetiche.

## Opere
Il catalogo di Monet comprende almeno cinquecento dipinti, fra i quali:
- La Pointe de la Hève, Sainte-Adresse, Londra, National Gallery (1864);
- Natura morta, Musée d'Orsay di Parigi (1864);
- Colazione sull'erba, Parigi, Musée d'Orsay (1866);
- Donne in giardino, Parigi, Musée d'Orsay (1866);
- La terrazza a Sainte-Adresse, Metropolitan Museum of Art di New York (1867);
- Spiaggia a Sainte-Adresse, Art Institute of Chicago (1867);
- Signora in giardino a Sainte-Adresse, Museo dell'Ermitage di San Pietroburgo (1867);
- La colazione, Städelsches Kunstinstitut di Francoforte (1868);
- Bagnanti a La Grenouillère, Londra, National Gallery (1869);
- La gazza, Parigi, Musée d'Orsay (1869);
- La Grenouillère, Metropolitan Museum of Art di New York (1869);
- L'Hôtel des Roches Noires à Trouville, Musée d'Orsay (1870);
- Spiaggia a Trouville, Wadsworth Atheneum di Hartford (1870);
- La spiaggia a Trouville, Londra, National Gallery (1870);
- Vista di un porto, collezione privata (1871)
- Casa in riva al fiume Zaan, Städelsches Kunstinstitut di Francoforte (1871);
- Il bacino di Argenteuil, Parigi, Musée d'Orsay (1872);
- Il Petit Bras della Senna ad Argenteuil, Londra, National Gallery (1872);
- Impressione, levar del sole, Musée Marmottan Monet di Parigi (1872);
- Regate ad Argenteuil, Parigi, Musée d'Orsay (1872);
- Riposo sotto i lillà, Musée d'Orsay (1873);
- Il museo di Le Havre, Londra, National Gallery (1873);
- Lillà al sole, Mosca, Museo Puškin (1873);
- La casa dell'artista ad Argenteuil, Art Institute of Chicago (1873);
- Boulevard des Capucines, Kansas City, Museo Nelson-Atkins (1873);
- Colazione in giardino, Parigi, Musée d'Orsay (1873);
- I papaveri, Parigi, Musée d'Orsay (1873);
- Il carnevale al boulevard des Capucines, Mosca, Museo Puškin (1873);
- Il ponte della ferrovia ad Argenteuil, Parigi, Musée d'Orsay (1874);
- Le barche, regate ad Argenteuil, Parigi, Musée d'Orsay (1874);
- Il ponte di Argenteuil, Neue Pinakothek di Monaco (1874);
- Donna seduta su una panchina, Londra, National Gallery (1874);
- Strada coperta di neve ad Argenteuil, Tokyo, Artizon Museum (1875);
- Scena di neve ad Argenteuil, Londra, National Gallery (1875);
- La passeggiata (Camille Monet con il figlio Jean sulla collina), National Gallery of Art (1875);
- Camille col costume giapponese, Museum of Fine Arts (Boston) (1876)
- Il ponte ad Argenteuil, National Gallery di Washington (1876);
- Stagno a Montgeron, San Pietroburgo, Ermitage (1877);
- La Gare Saint-Lazare, Cambridge, Fogg Art Museum (1877);
- La Gare Saint-Lazare, Londra, National Gallery (1877);
- I tacchini, Parigi, Musée d'Orsay (1877);
- Il giardino degli Hoschedé a Montgeron, San Pietroburgo, Ermitage (1877);
- La rue Montorgueil, Parigi, Musée d'Orsay (1878);
- Veduta di Vetheuil d'inverno, Buffalo, Albright-Knox Art Gallery di Buffalo (1879);
- Camille Monet sul letto di morte, Parigi, Musée d'Orsay (1879);
- La Montalbaantoren ad Amsterdam, Collezione Bührle di Zurigo (1880);
- La torre della Westerkerk ad Amsterdam, Barnes Foundation di Philadelphia (1880);
- Lavacourt d'inverno, National Gallery di Londra (1881);
- Tempo calmo a Pourville, Basilea, Kunstmuseum di Basilea (1881);
- Campo di papaveri a Vetheuil, Zurigo, Collezione Bührle
- Dirupo a Dieppe, Kunsthaus di Zurigo (1882);
- La casa del pescatore, tempo coperto, collezione privata (1882);
- Mer agitée à Pourville, collezione privata (1882)
- La Manneporte, New York, Metropolitan Museum of Art (1883);
- Covone a Giverny, San Pietroburgo, Ermitage (1886);
- Donna con il parasole girata verso destra, Parigi, Musée d'Orsay (1886);
- Belle-Ile, Musée d'Orsay (1886);
- Scogliera a Etretat, Mosca, Museo Puškin (1886);
- Pyramides de Port-Coton, mer sauvage, Museo Puškin di Mosca (1886);
- Tempesta a Belle-Île, Parigi, Musée d'Orsay (1886);
- Saggio di figura en plein air, Parigi, Musée d'Orsay (1886);
- La barca a Giverny, Parigi, Musée d'Orsay (1887);
- La barca blu, Madrid, Collezione Thyssen-Bornemisza (1887);
- Mattino ad Antibes, Museum of Art di Cleveland (1888);
- Prati a Giverny, San Pietroburgo, Ermitage (1888);
- Covone presso Giverny, Mosca, Museo Puškin (1889);
- Pioppi sull'Epte, Edimburgo, National Gallery of Scotland (1891);
- Pioppi sull'Epte, Londra, National Gallery (1891);
- La Senna a Port-Villez, Londra, National Gallery (1894);
- La Cattedrale di Rouen a mezzogiorno, Mosca, Museo Puškin (1894);
- La Cattedrale di Rouen in pieno sole, Parigi, Musée d'Orsay (1894);
- La Cattedrale di Rouen, effetti di luce mattutina, Parigi, Musée d'Orsay (1894);
- La Cattedrale di Rouen, la sera, Mosca, Museo Puškin (1894);
- La Cattedrale di Rouen, primo sole, Parigi, Musée d'Orsay (1894);
- Esondazione, Londra, National Gallery (1896);
- Falaises a Pourville, soleil levant, Fondazione Magnani-Rocca(1897);
- La Senna a Giverny, Parigi, Musée d'Orsay (1897);
- Ninfee rosa, Galleria Nazionale d'Arte Moderna di Roma (1898);
- Lo stagno delle ninfee, armonia verde, San Pietroburgo, Ermitage (1899);
- Ninfee bianche, Mosca, Museo Puškin (1899);
- Lo stagno delle ninfee, armonia rosa, Parigi, Musée d'Orsay (1900);
- Il giardino dell'artista a Giverny, Parigi, Musée d'Orsay (1900);
- Il Ponte di Waterloo, San Pietroburgo, Ermitage (1903);
- Il Parlamento di Londra, Parigi, Musée d'Orsay (1904);
- Il canal Grande, Boston, Museum of Fine Arts (1908);
- San Giorgio Maggiore al crepuscolo Cardiff, National Museum of Wales (1908);
- Il palazzo del Doge visto da San Giorgio Maggiore New York, Metropolitan Museum of Art (1908)
- Il ponte giapponese, Parigi, Musée Marmottan (1910);
- Ninfee, Colonia, Wallraf-Richartz Museum (1914);
- Iris, Londra, National Gallery (1914-17);
- Autoritratto, Parigi, Musée d'Orsay (1917);
- Ninfee rosa, Parigi, Musée d'Orsay (1918);
- Riflessi delle nubi sullo stagno delle ninfee, Museum of Modern Art di New York (1918);
- Ninfee blu, Parigi, Musée d'Orsay (1918);
- Vasca con ninfee, Parigi, Musée d'Orsay (1918);
- Le nuvole, Parigi, Musée de l'Orangerie (1926).